# 擲弾兵

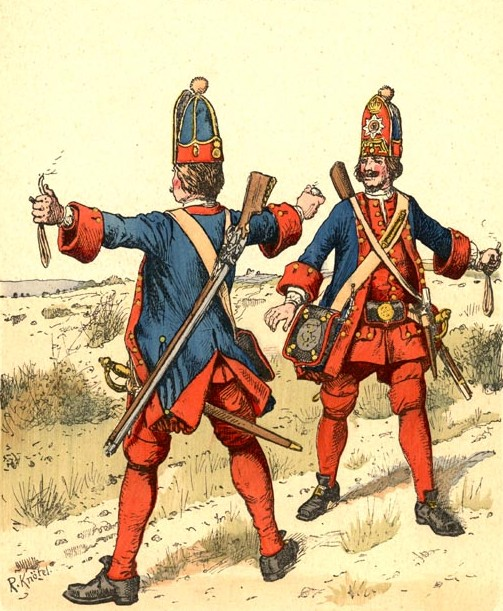
18世紀初頭のプロイセン軍擲弾兵。左手に着火用の火縄、右手に擲弾を持ち、肩にはヤーゲル（ライフル）銃を下げ、「Grenadiermütze」と呼ばれた特徴的な帽子を被っている。

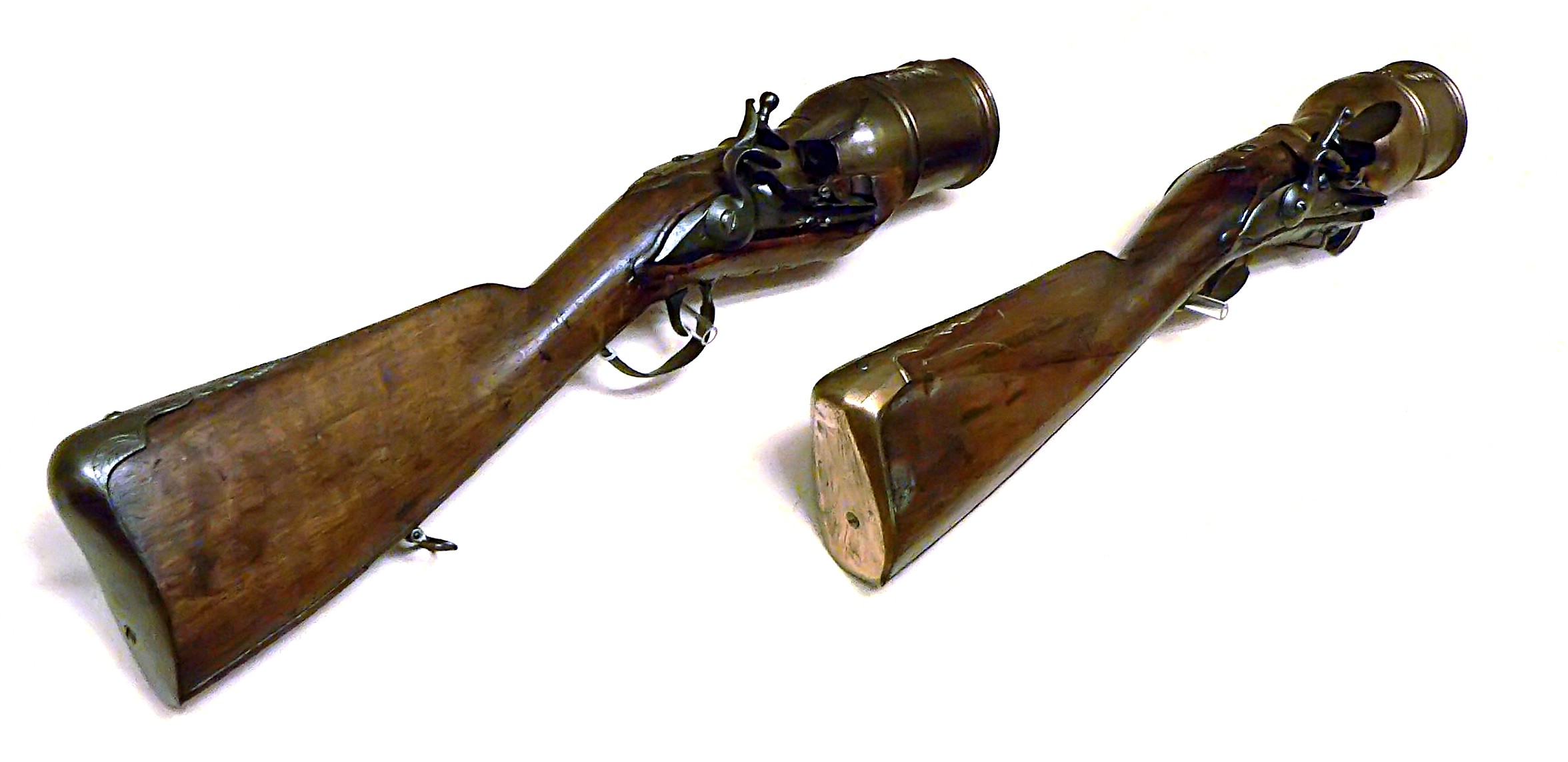
19世紀のフランス製燧石式擲弾発射器。当時の擲弾発射器にはマスケット銃の銃口にカップを取り付けた物も存在した。

擲弾兵（てきだんへい、grenadier）は近世ヨーロッパの陸軍で組織されていた歩兵部隊の一種。当初は擲弾（grenade）の投擲を主な任務としていた。19世紀中頃に本来の用兵での擲弾兵部隊は消滅したが、本項ではその後現在に至るまでの、擲弾の投擲を任務とする兵士及び「擲弾兵」の称号を持つ兵士についても述べる。

## 概要
擲弾兵は17世紀の歩兵連隊において、擲弾（原始的な手榴弾）の投擲を主な任務とする兵士として登場した。当時の擲弾は鋳鉄で出来ており、もろい素材を肉厚に成形して補強していたため殺傷力のわりに重量が重かった。擲弾による攻撃では白兵戦ほどではなくとも火器で武装した敵兵に肉薄する必要があり、かつ擲弾そのものの取扱いにも危険を伴うために、それを遠くに投擲する擲弾兵には体格および身体能力や精神力に優れる勇猛果敢な兵士が選ばれた。それゆえ擲弾兵部隊は歩兵の精鋭部隊として扱われ、軍事技術の進歩により原始的な擲弾を人間が手で投げて使用する機会が実戦において少なくなっても、国家元首などの要人を護衛する近衛隊・親衛隊や戦局を決める切り札としての精鋭部隊と見なされ続けた。そして、現在に至るまで精鋭部隊を意味する名誉称号として歩兵部隊に“擲弾兵”の名を冠する習慣が続いている。
第一次世界大戦初期から塹壕戦用に近代的な手榴弾が製造されるようになり、擲弾の投擲が兵士の戦闘手段として復活する。
なかでも、浸透戦術による塹壕陣地突破のためにドイツで編成されたStoßtrupp部隊は、短機関銃を装備しており手榴弾を武器とする擲弾兵を擁していたため、近接戦闘において高い掃討能力を持っていた。そして同戦術が各国軍に大きな影響を与えたことから、現代歩兵の原型となった。
その後は各種の擲弾発射装置と掃射能力の高い自動小銃の普及、それらを組み合わせたグレネードランチャーの発明もあって、現代歩兵の多くは打撃の主体である擲弾兵とSAWを補助する掃射手を兼ねる存在として戦闘を行う事が多くなっており、今後もその割合は増え続けると予想されている。

## 擲弾の出現

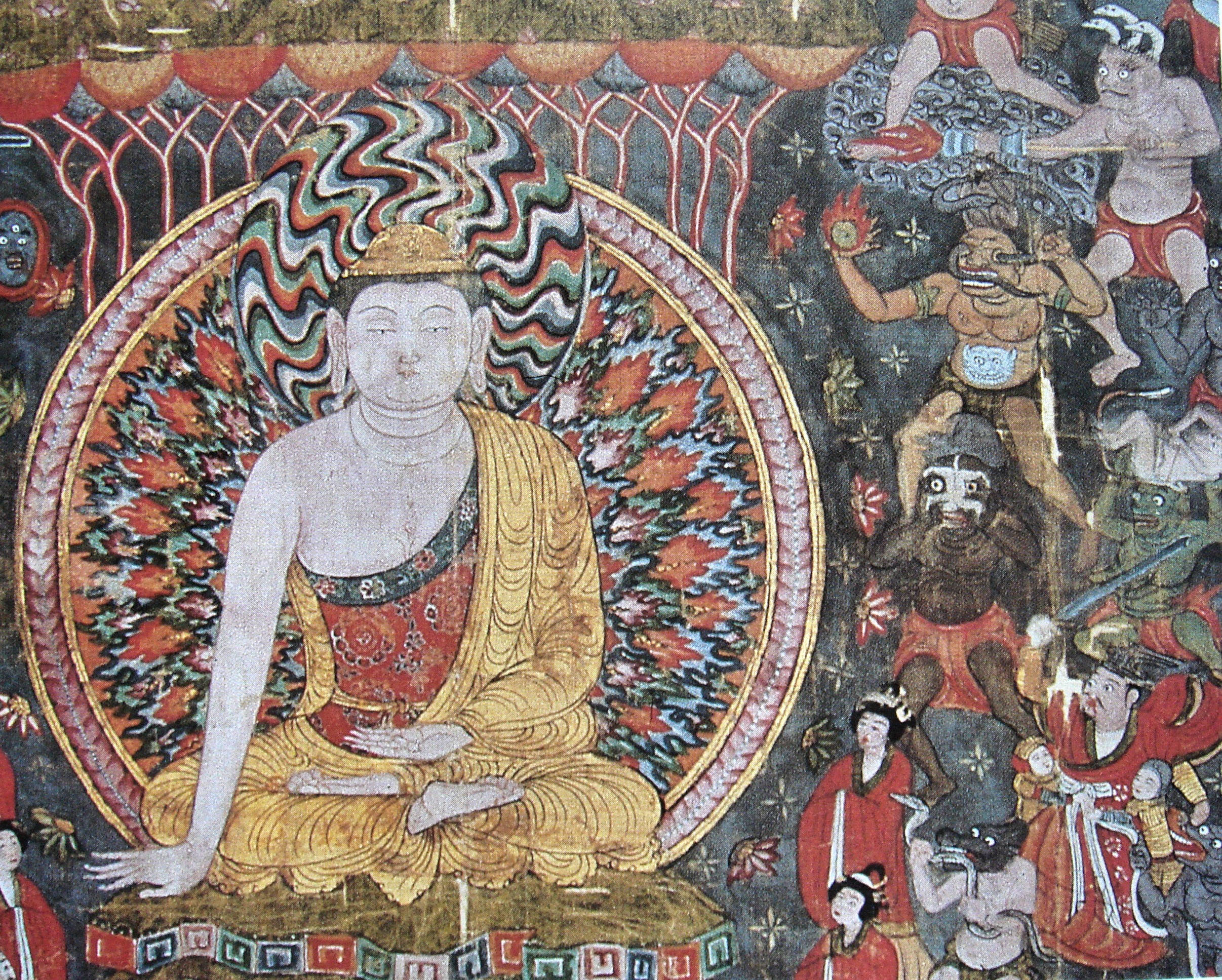
敦煌で出土した10世紀の仏画。仏陀に攻めかかる悪鬼（右上の2体）が火槍と擲弾を持っており、10世紀当時に火薬兵器の使用が一般化していた事を裏付ける資料である。

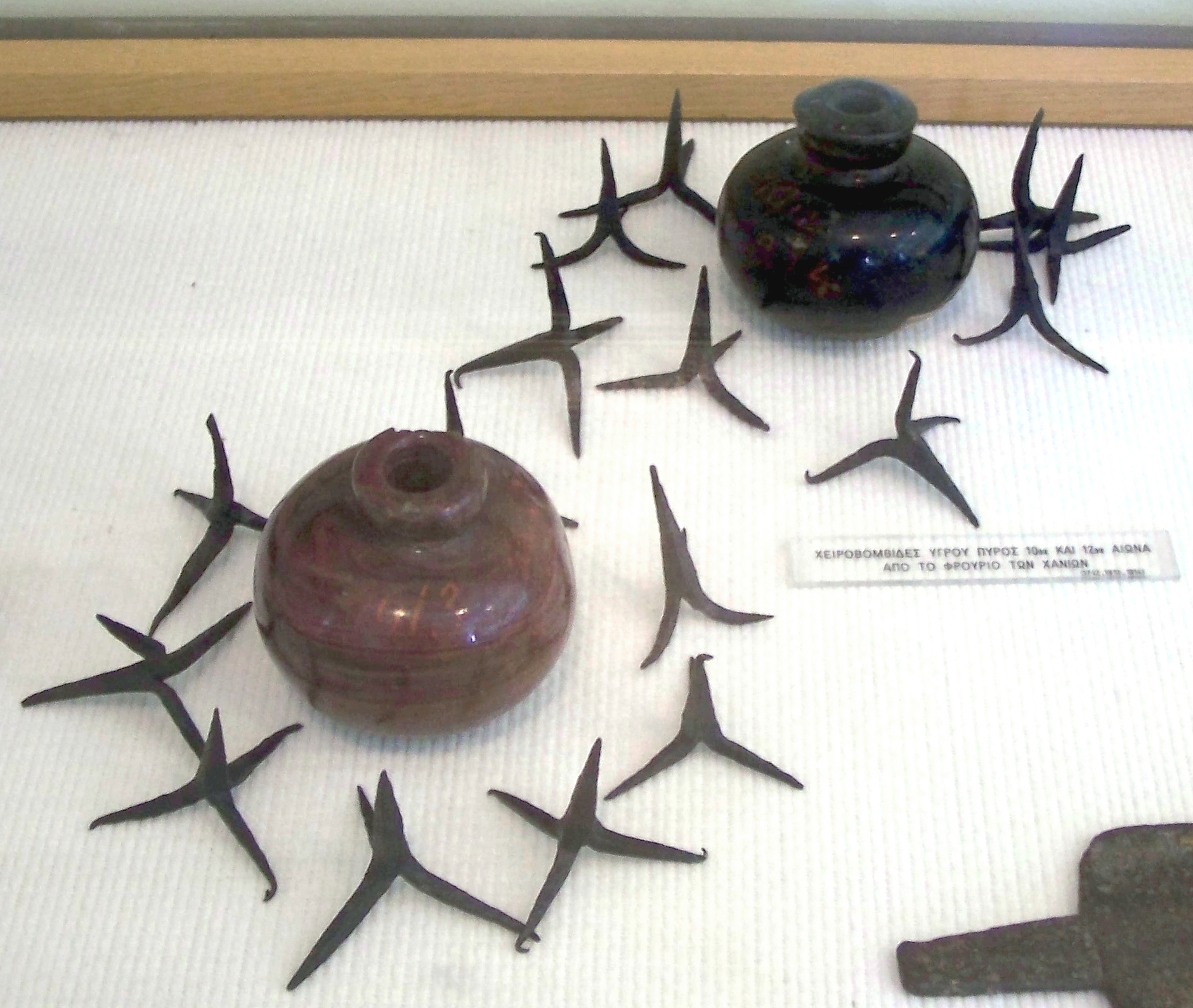
ギリシア火薬を詰めて使用された10-12世紀の陶製擲弾。火炎瓶のような使用法だったとも推測されるが、実態ははっきりしていない。

擲弾が最初に使用されたのは8世紀の東ローマ帝国においてであり、その中身はギリシア火という液体だったとされている。地中海の覇権を巡る、東ローマ帝国のイスラム圏に対する戦闘を支えたギリシア火は、その製法が長く最高軍事機密とされたまま、東ローマ帝国の滅亡とともに失われたため、実像のはっきりしない兵器である。
一方で、黒色火薬が発明された中華圏では、早くから火薬を詰めた擲弾や原始的な手銃が使用されており、10世紀にはかなり普及した兵器だった事が判明している。

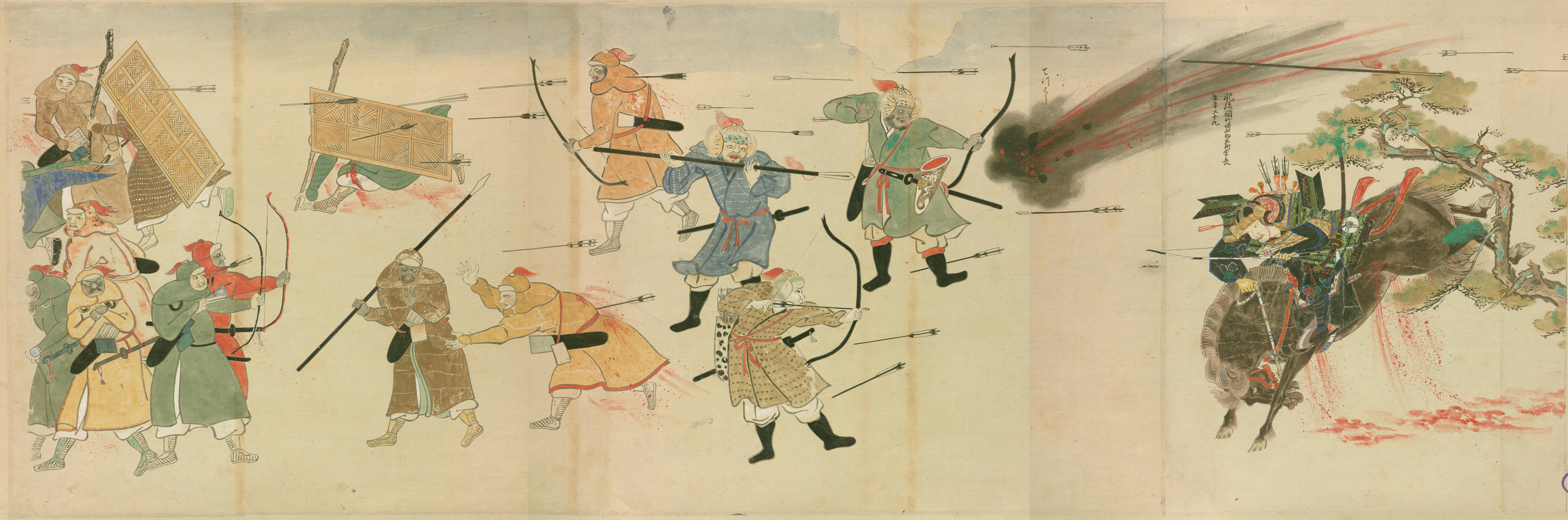
1274年の博多上陸戦で元軍が使用した“てつはう”（陶製の擲弾）投石機（回回砲）から投擲された。『蒙古襲来絵詞』より。

火薬入りの擲弾が日本で使用されたのは、13世紀の元寇襲来の際に登場した“震天雷”（てつはう）が最初である。
当時の“てつはう”が現存しないため、かつては爆発音と閃光で敵をひるませる威嚇用途の兵器（或いは火薬を使用する兵器である事を否定する説さえあった）と考えられていたが、2001年に長崎県鷹島町（現：松浦市）神崎港の海底から、実物の“てつはう”が発見され、内部に鉄片が仕込まれた直径14cm・厚さ1.5cmほどの陶製の殺傷用擲弾だった事が判明している。
その後、14世紀頃になると倭寇対策に朝鮮に火薬の製造技術が導入されて火桶都監が設置され、火車（火箭を多数発射する）や震天雷といった火薬兵器が製造されるようになったため、この時期から江南・朝鮮との交易によって同時期の日本にも黒色火薬の製法についての知識が伝来したと考えられており、文献に残るだけでも下記のような記述が残されているとされる。
1. 1409年, 1419年: 対馬において小銅銃が試射される。 『李朝実録』より[要出典]
2. 1466年 (文正元年) 7月 琉球の官人が京都で「鉄炮一両声」を放ち人々を驚かす。 『蔭涼軒日録』より
3. 1468年 (応仁二年) 正月: 応仁の乱の営中にて、“和州之匠”が“発石木”を造り、石を飛ばして見せた。 『碧山日録』より
4. 1468年 (応仁二年) 10月: 応仁の乱の東軍・細川成之の営中に火槍が準備されていた。 『碧山日録』より
5. 1510年（永正七年）: 唐国渡りの小銅銃が使用される。 『北条五代記』より

伝承としては、楠木正成が篭城戦で“てつはう”を使ったとされているほか、太田道灌も江戸城築城の際に天然硝石と思われる“燃土”を発見し、これを用いた狼煙や火箭といった火薬兵器使用のパイオニアだったと伝えられている。
戦国時代に入ると火縄銃が国産化され広く普及したが、鉄の加工技術が鍛造中心だった日本では大型の鋳造砲を製造する事が困難であり、榴弾の打撃力を埋める存在として焙烙玉と呼ばれた擲弾が長く使用された。焙烙玉は江戸時代を通じてポピュラーな兵器であり、大塩平八郎の乱や英国公使館焼き討ち事件でも使用されている。

## 近代の擲弾兵

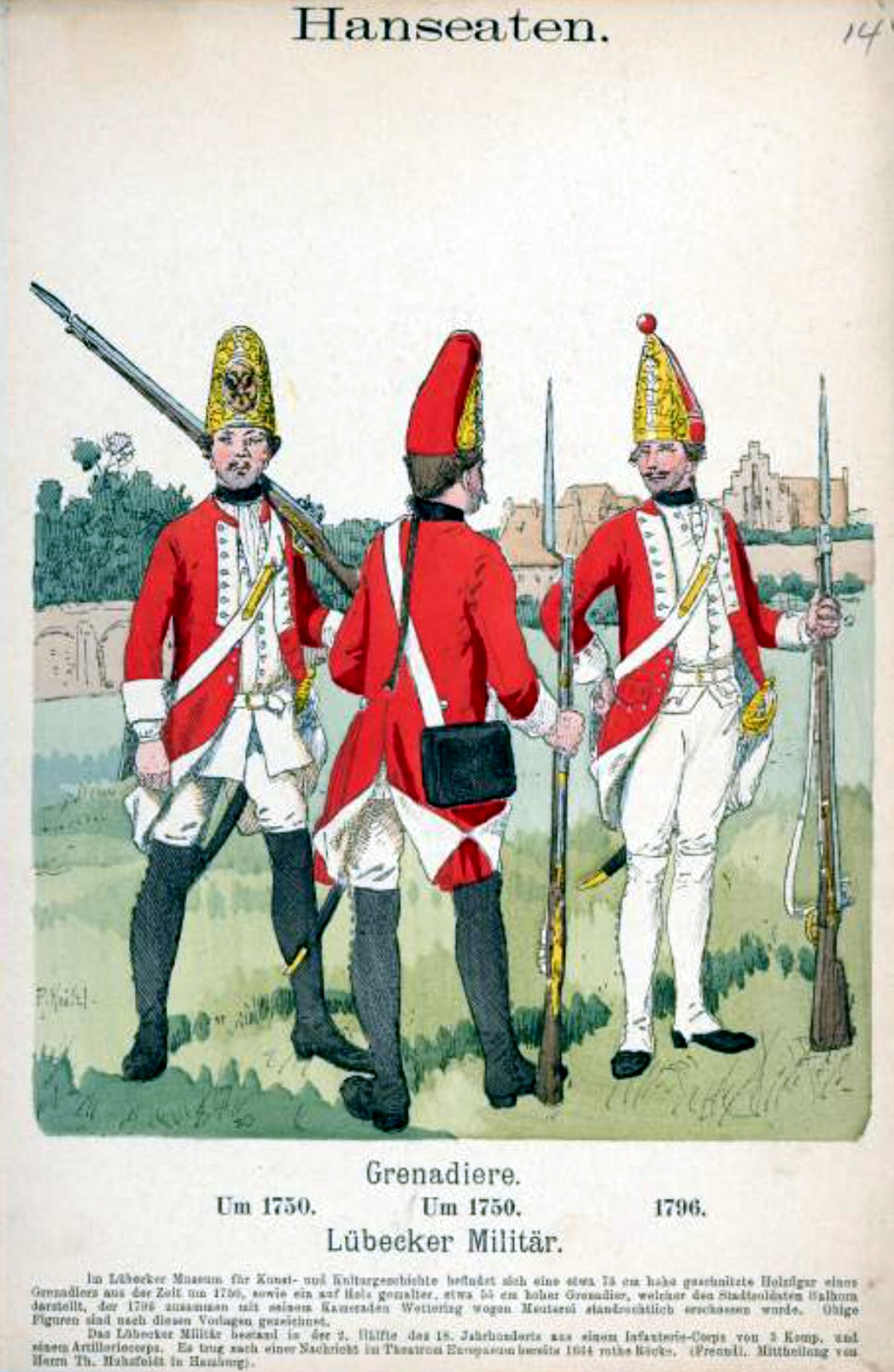
18世紀後半のリューベック擲弾兵

### 擲弾兵の登場
近代陸軍に於て最初に擲弾の投擲を任務とする兵士を組織したのはルイ14世時代のフランスで、1667年に陸軍中佐マルティネが発案したと云われている。そして、1670年代には各歩兵連隊に精強な兵士を集めた擲弾兵中隊が編成され、他の国でもそれに倣うようになった。また、全中隊を擲弾兵で編成した擲弾兵連隊も編成された。
フリードリヒ兵隊王の軍には「装甲擲弾兵」（Panzergrenadier）と呼ばれる、怪力の大男を集めた部隊が存在した。後世におけるPanzergrenadierの日本語訳から遡って、この時代においての装甲擲弾兵もそのように訳されているが、この時代のPanzerは、本来は装甲というより鎧と訳すべき言葉である。当時は廃れかけていた鎧を着込んでいる事から、その名で特筆されていたようである。

### 擲弾兵部隊
17世紀頃の擲弾は黒色火薬が充填された球状の爆弾（漫画などによく描かれる原始的な形状）で、導火線に着火させてから投擲するため、危険な任務でもあり、黒色火薬の爆発力は弱く殺傷効果は限定されたものだった。また、擲弾兵は人力で投擲して届く距離まで敵陣に接近しなければならず、戦列歩兵方式による銃隊の運用が確立されると、接近する前に擲弾兵は射殺されてしまうようになった。
そのため、擲弾は次第に使用されなくなったが、勇敢で体格に優れた兵士を集めた擲弾兵中隊は、歩兵連隊の精鋭中隊として戦術上重要な局面に投入され続けた。また、複数の連隊の擲弾兵中隊を集めて擲弾兵大隊を編成し、精鋭大隊として運用されることもあった。
部隊としての擲弾兵中隊は、19世紀中頃まで歩兵連隊に置かれていたが、次第に名誉称号となっていった。

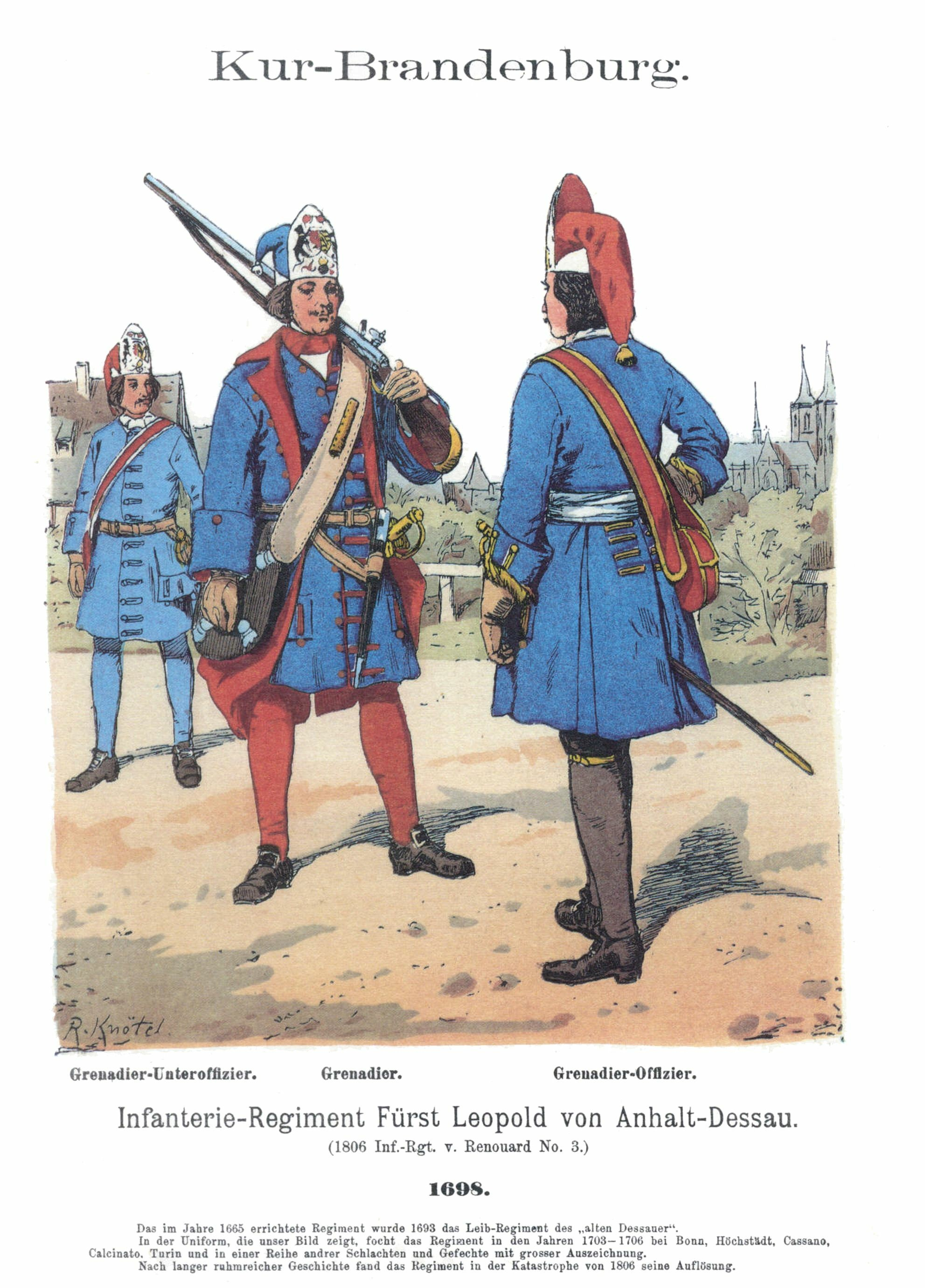
17世紀末のブランデンブルク歩兵連隊擲弾兵。
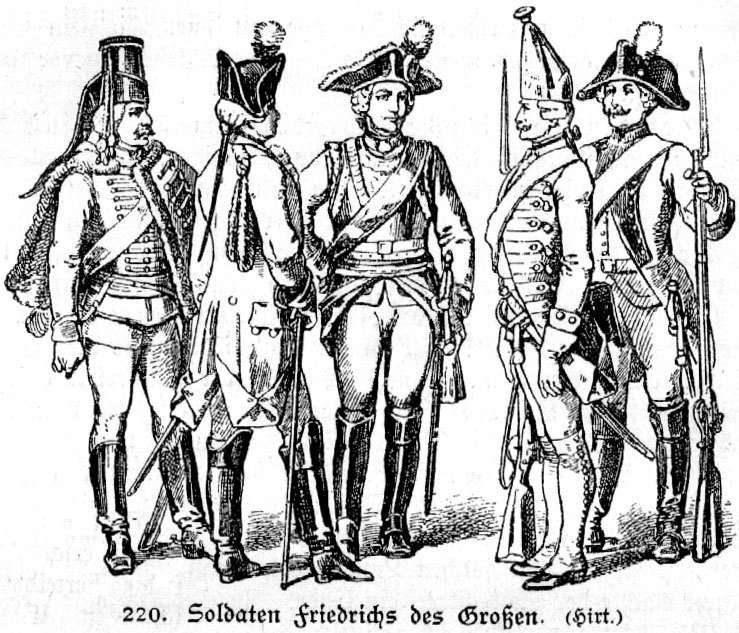
フリードリヒ大王の兵士達。右から二番目が擲弾兵。
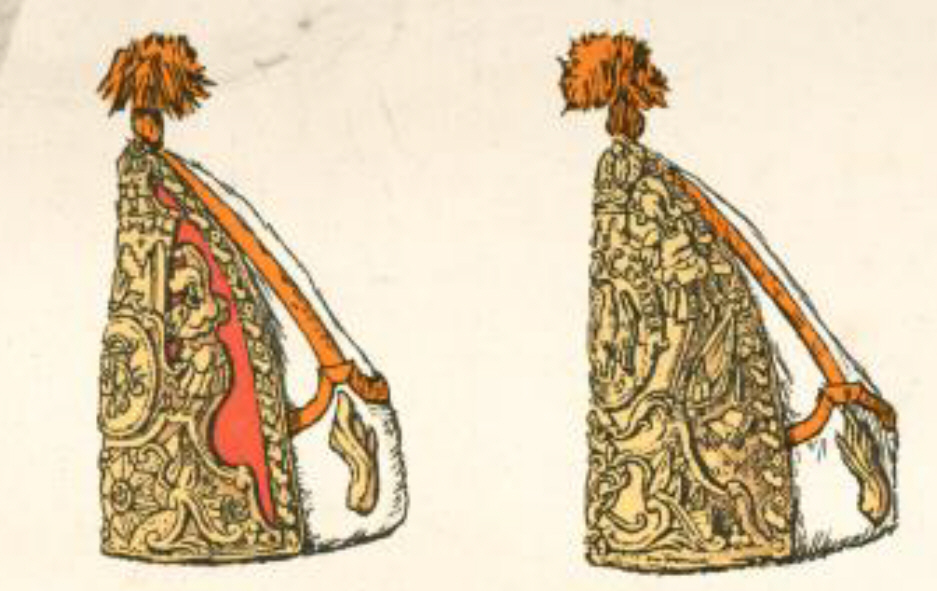
プロイセンの擲弾兵帽。
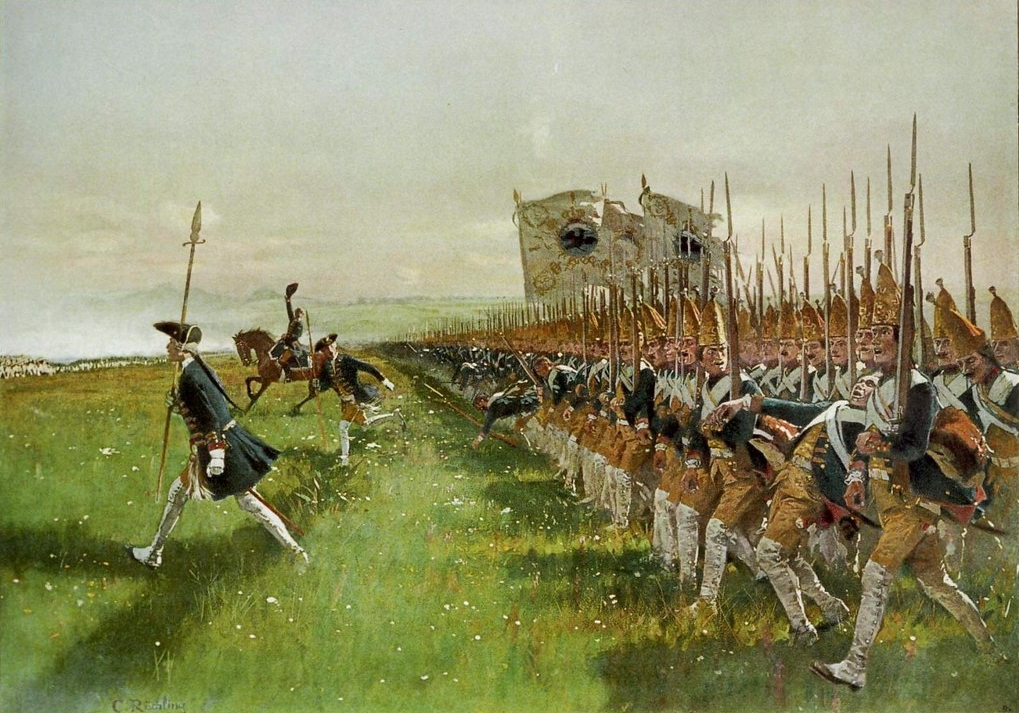
1745年、プロイセン擲弾兵の突撃。
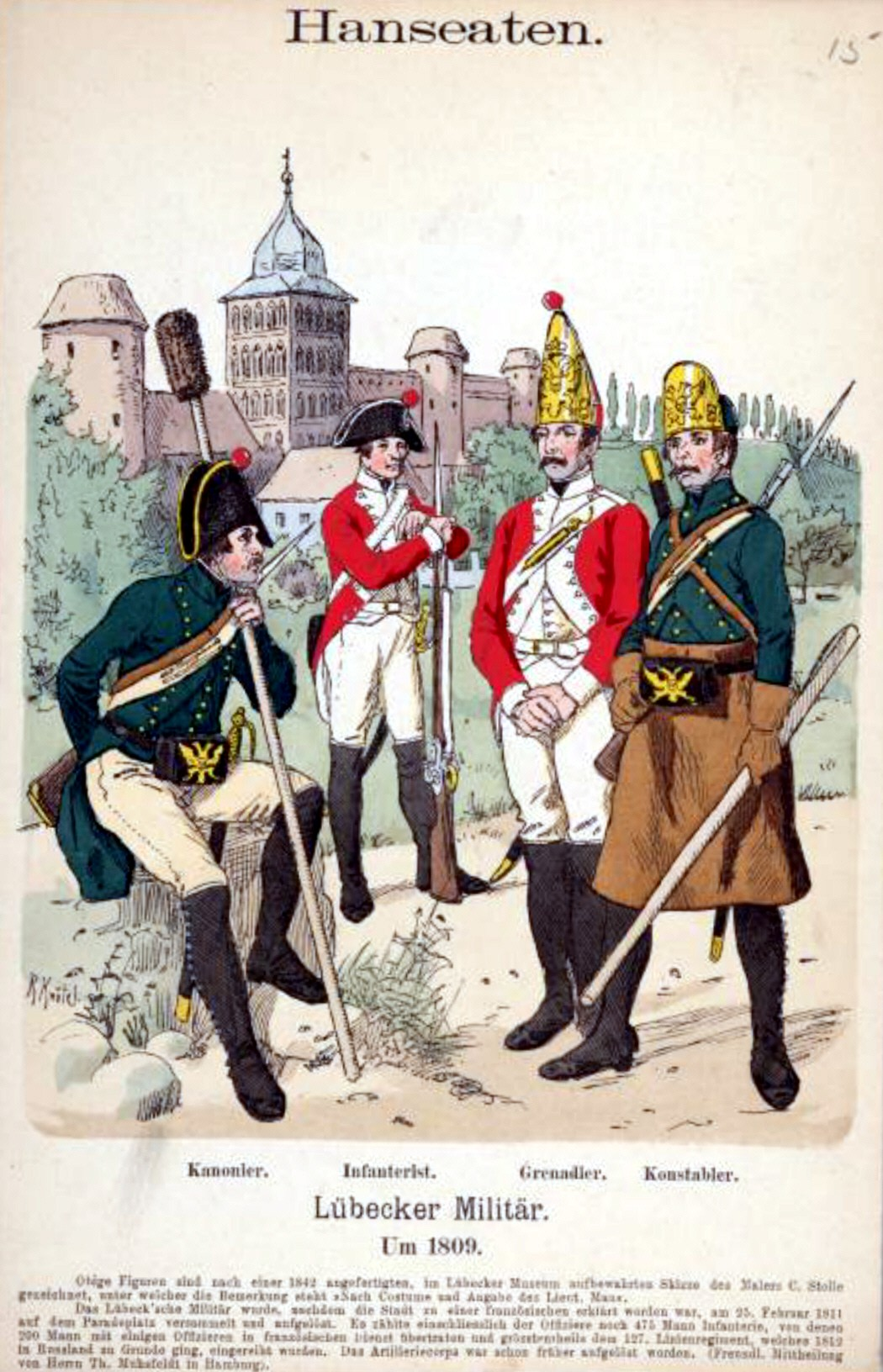
1809年のリューベック軍兵士。左から砲兵、歩兵、擲弾兵、火工兵。
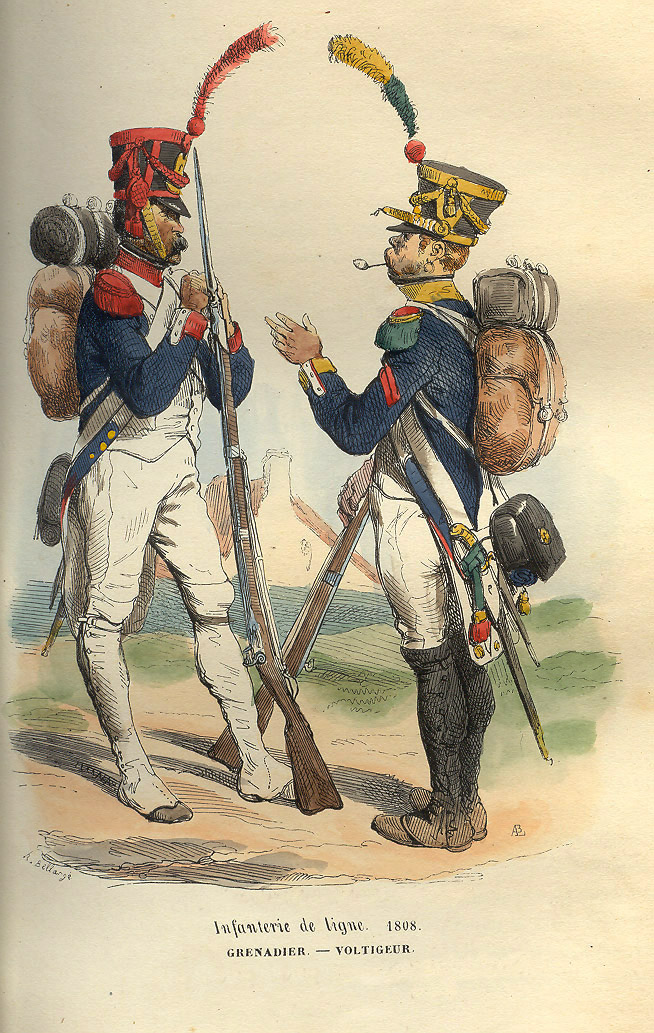
ナポレオン軍の擲弾兵（左）背の低い兵士が選ばれた選抜歩兵（右）との背丈の違いを表している。
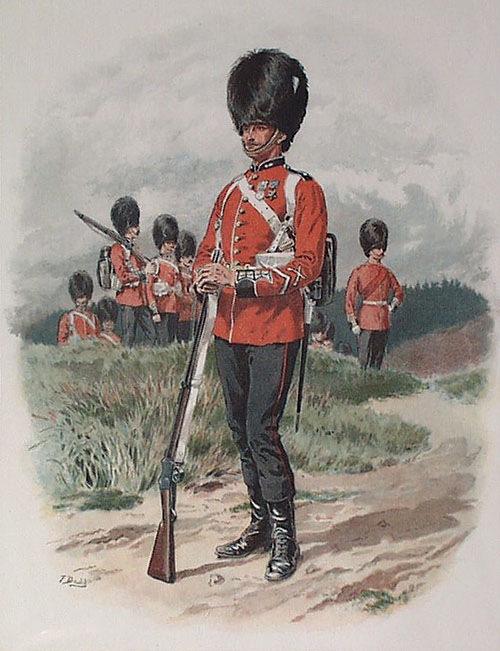
19世紀末イギリスのグレナディアガーズ。1815年擲弾兵の称号が与えられ、連隊の全兵士に擲弾兵帽の着用が許された。1831年からは全近衛兵が擲弾兵帽を着用するようになる。
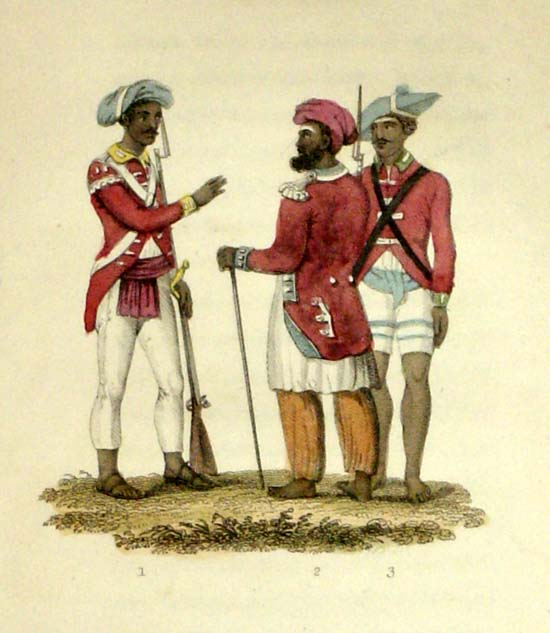
イギリス東インド会社のインド人傭兵部隊(セポイ)。将校(中央)、戦列歩兵(左)、擲弾兵(右)

## 擲弾兵の復活

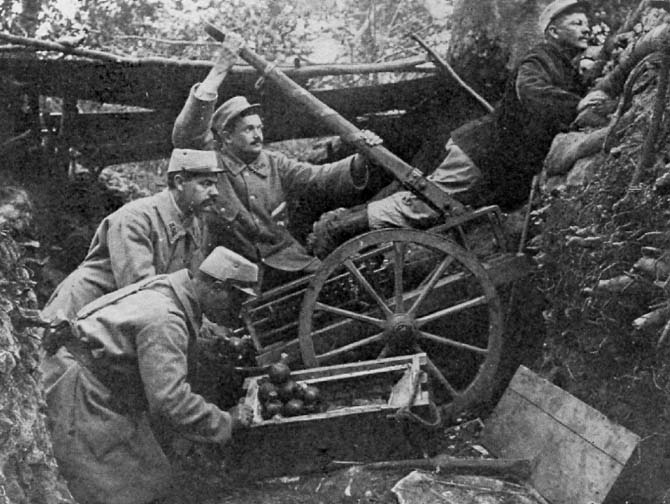
カタパルトを使って手榴弾を投擲する仏軍兵士（第一次大戦）

19世紀中頃から銃砲の技術革新が進むと、それまで防御戦の主役だった城塞の存在価値は完全に失われた。
だがピクリン酸などの高性能爆薬を詰めた榴弾が砲から発射されるようになった19世紀後半になると、大砲を攻城兵器のみならず、対歩兵用の防御兵器としても使えるようになった。それと同時期の機関銃や鉄条網の実用化によって、野戦の仮設防衛設備だった塹壕が十分な防御力を持つ事になり、脚光を浴びるようになった。これにより塹壕陣地がボーア戦争で出現し、日露戦争から第一次世界大戦初期にかけて各国軍に導入されるようになり、双方が塹壕陣地を構築して睨み合ったまま戦線が膠着する塹壕戦の時代が到来する。
19世紀末にはダイナマイトが発明される。ニトログリセリンを用いており、従来の黒色火薬の擲弾に比べて遥かに威力で勝った。擲弾として敵の塹壕に投げ込んだり、あるいは敵塹壕陣地を破壊する目的で用いられた。
さらに第一次世界大戦は、戦車や毒ガスといった幾多の新兵器を生み出したが、手榴弾もそのうちの1つであり、現代に至るまで歩兵の主装備の1つとなっている。ダイナマイトも含めてそれ以前の擲弾が導火線に着火するという煩雑さがあったのに対して、遅延信管を用いた手榴弾は兵器としての使い勝手が良かった。こうして2世紀近い空白を経て、擲弾の投擲が兵士達の主要な戦闘手段として復活する事になった。

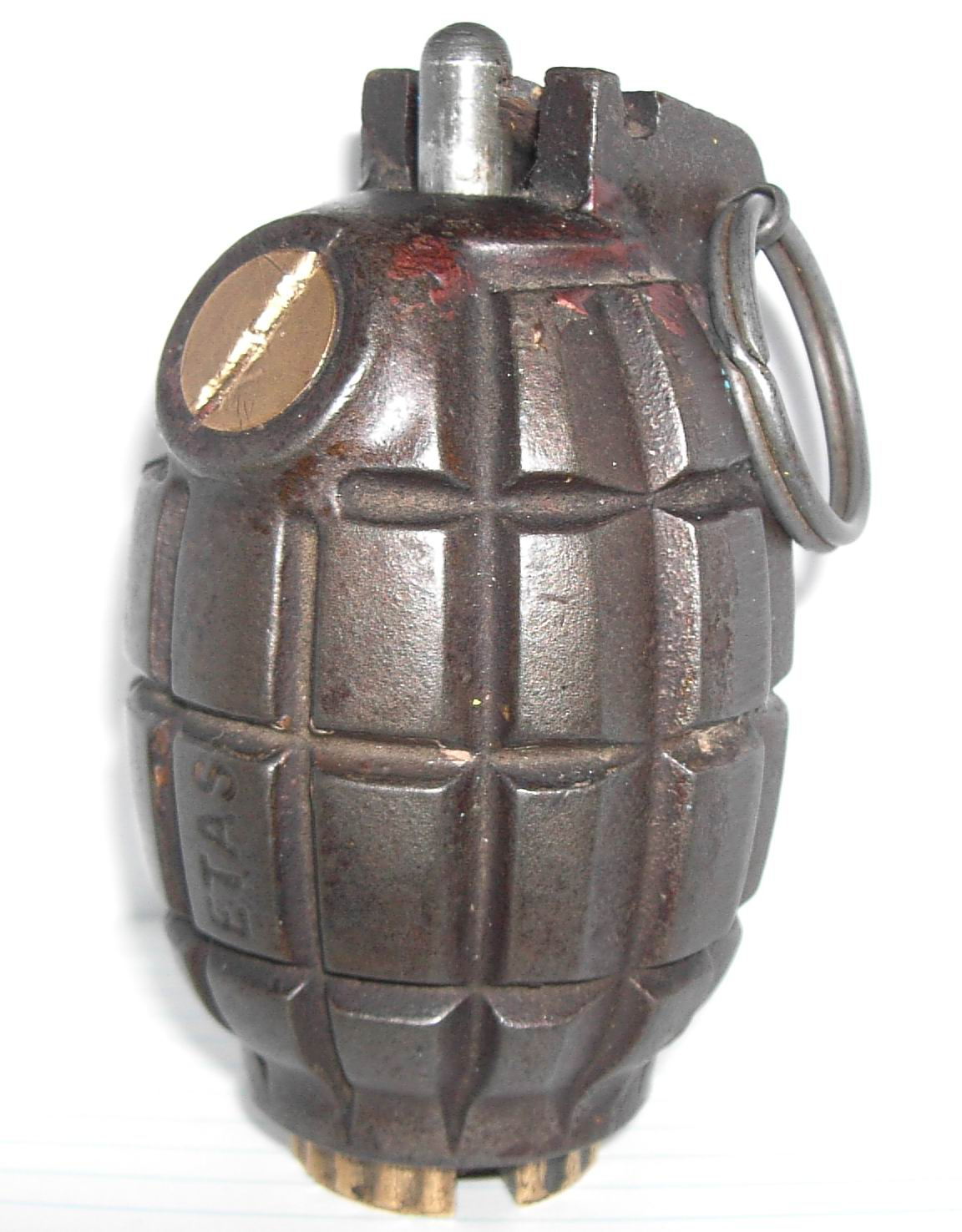
1915年に英軍が採用したミルズ型手榴弾。現代手榴弾の原型となった。
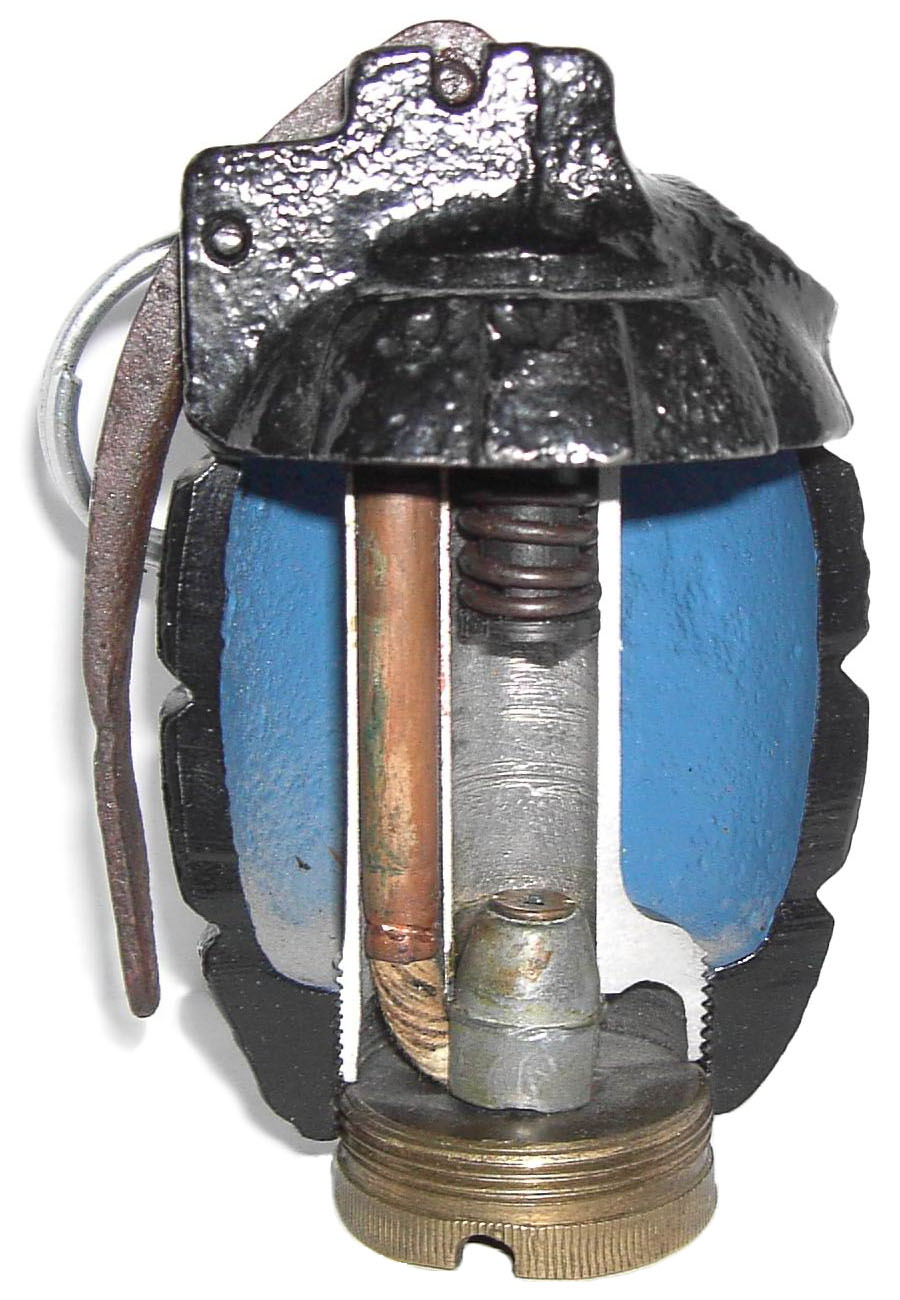
ミルズ型手榴弾の内部構造。撃針用スプリングや雷管・導火線が見える。
手榴弾用撃発装置の一例。安全栓（15）を抜いてレバー（16）を放すとボルト（14）が外れ、解放された撃鉄（6）が雷管（13）を叩き、雷管からの火焔が導火線（10）を点火する。

### ドイツにおける擲弾兵

#### 突撃歩兵部隊
第一次世界大戦のドイツ軍において、ロシア軍によるブルシーロフ攻勢で使用された戦術を取り入れた浸透戦術が導入され、塹壕陣地突破の切り札としてStoßtrupp（突撃歩兵）が組織された。
Stoßtrupp部隊は、長大化した塹壕陣地の脆弱点を攻撃して突破し、さらに敵陣の後方へ回りこんで司令部を衝いて指揮系統を断ち、敵陣を孤立状態に追い込んで崩壊させる事にあった。敵の第一線を越えて活動するため、任務が終了するまで補給も支援も受けられず、独自の状況判断と不屈の闘志が要求され、任務の成否に関わらず極めて死亡率が高い、現代の特殊部隊に相当する存在だった。
当初の装備としては、軽量ながら濃密な弾幕を形成して近距離の敵を圧倒できる新兵器である短機関銃のMP18が配備されたが、これに加えて手榴弾の投擲が非常に効果的である事が程なく判明して装備に追加された。かくしてStoßtrupp部隊は、手榴弾の打撃力と短機関銃による掃射能力を兼備した擲弾兵として、近代戦の戦場に出現した。
第一次世界大戦はドイツの敗北で終結したが、浸透戦術が各国軍で導入されるのに伴い、Stoßtrupp部隊のコンセプトは各国で模倣され、現代歩兵の原型となった。

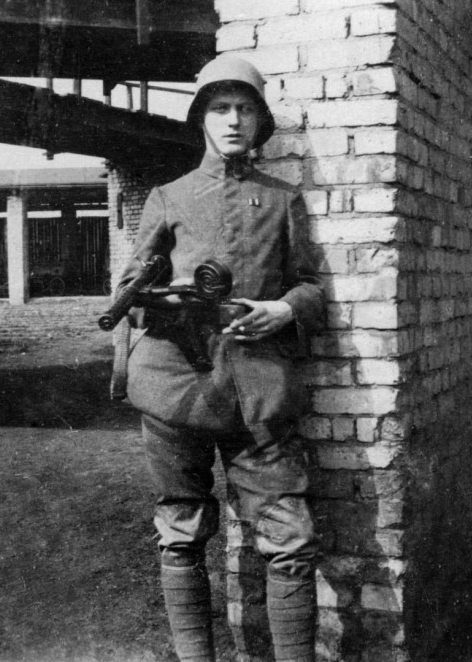
MP18を持った独帝国軍Stoßtrupp部隊の兵士。1918年春、北フランスにて。
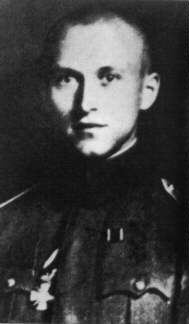
元Stoßtrupp部隊員のエルンスト・ユンガー。戦後に著した作品で自らが体験した戦闘を描写し、高い評価を受けた。
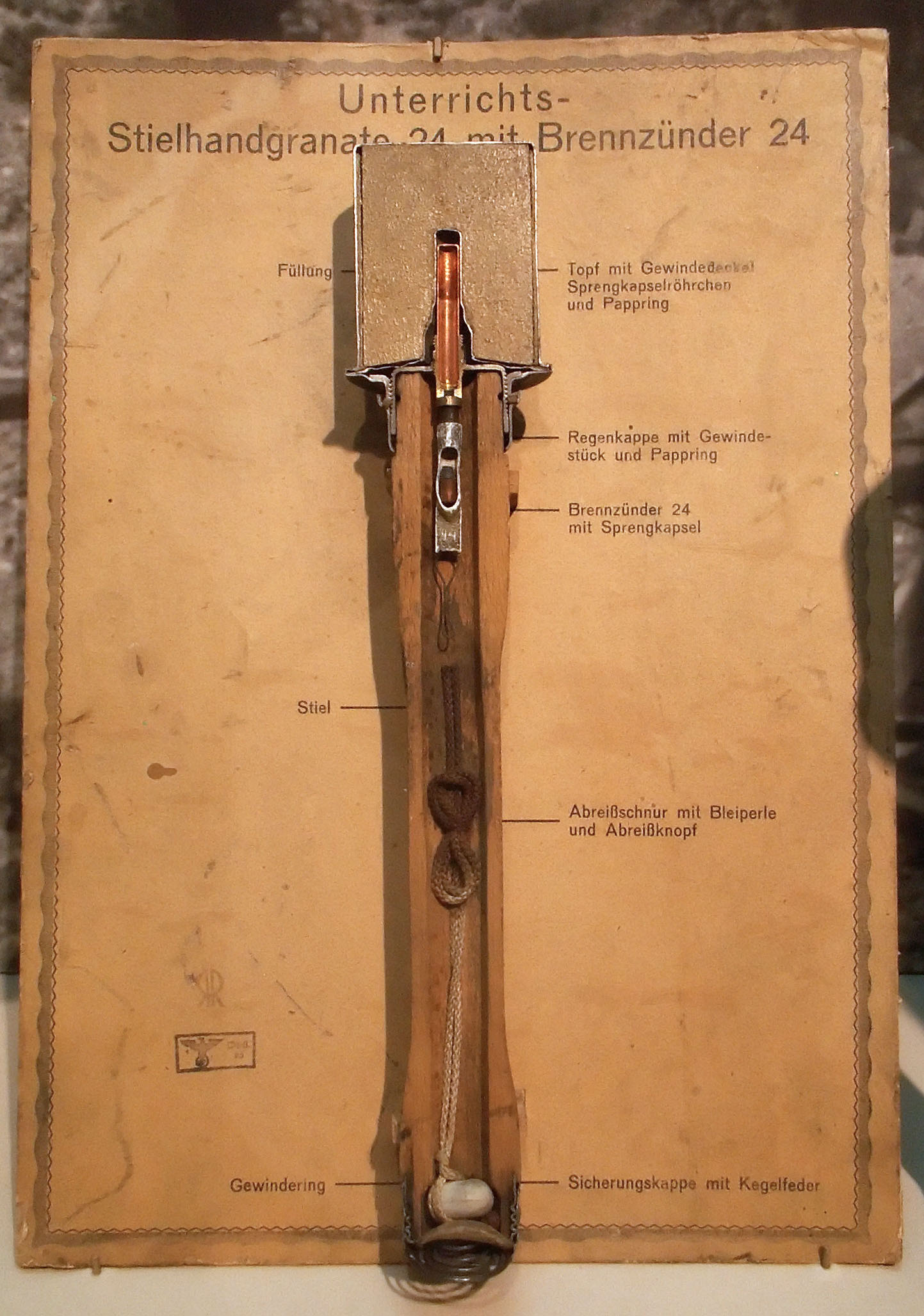
“ジャガイモ潰し器”と呼ばれた独軍のM24手榴弾。他国の手榴弾の倍近い170gのTNT爆薬が装填されている。

#### 第二次世界大戦

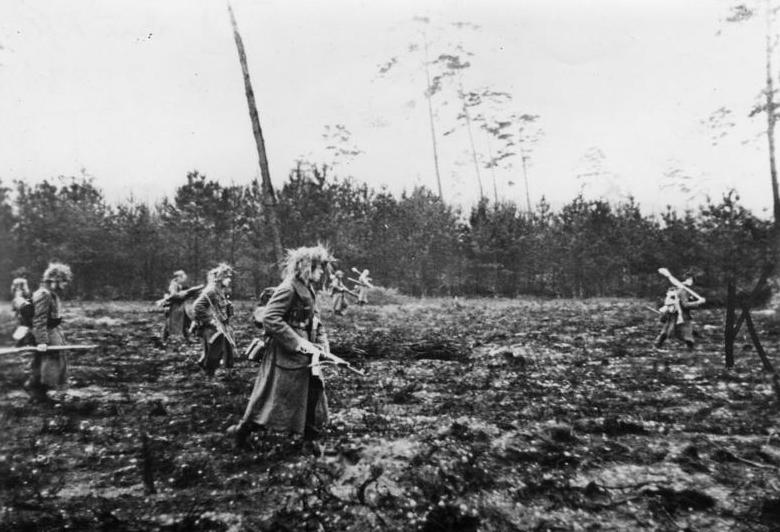
MP43とパンツァーファウストを装備した独軍擲弾兵 (Grenadiere)。1944年、ドイツ西部・アーヘンにて。

1935年3月16日にヴェルサイユ条約の破棄を宣言したドイツは、国防軍と武装親衛隊を大規模に拡張し、第一次世界大戦中のドイツ軍に存在したStoßtrupp部隊のコンセプトを大規模に復活させ、電撃戦の主要な兵力である“突撃兵”として配備した。MP38短機関銃とM24手榴弾を装備した突撃兵は電撃戦の推進力となった。
電撃戦の成功はドイツに快進撃をもたらしたが、開戦前に養成されていた突撃兵の多くはこの過程で戦死し、残っていた突撃兵達も1941年に開始されたバルバロッサ作戦の失敗で大部分が失われてしまった。人的資源が徐々に枯渇しつつあったドイツはこれを充分に補充する事ができず、既にドイツは自軍の攻勢を支える事ができなくなりつつあった。
1943年3月、悪化した東部戦線での戦況を受けて、士気を鼓舞するためにプロイセン陸軍の伝統に倣って歩兵のことを擲弾兵 (Grenadier) 、特に機械化歩兵を装甲擲弾兵（Panzergrenadier）と呼ぶようになった。
1944年秋になり、連合軍の本格的な反攻によって従来の師団の損失が大きくなったドイツでは、再徴兵した老兵や徴兵不適格者を合格させて編成した「国民擲弾兵」と名付けられた急造の部隊が出現した。この部隊には怒涛のように押し寄せるソ連軍や米英軍の戦車に対抗する兵器としてパンツァーファウストと呼ばれる使い捨ての擲弾（成形炸薬弾）発射装置と、東部戦線でのソ連赤軍との死闘を支えた軽量自動小銃であるMP43（後のStG44）が配備されたが、この構成は、のちに正規軍・非正規軍を問わず世界各地で見られることになる「携帯式対戦車ロケットとアサルトライフル」の強力なコンビの先駆けでもあった。
これは、単に「国民一人びとりが擲弾兵の名に相応しいエリート部隊である」といった士気の鼓舞のようなプロパガンダ目的にとどまらず、真の意味でドイツ軍に擲弾兵という兵科が名実ともに復活した事を意味していた。しかし、実際に国民擲弾兵の多くがパンツァーファウストを手に対戦車戦闘に投入されたものの、すでにドイツの敗北は決定的であったため、その抵抗は絶望的なものとなった。

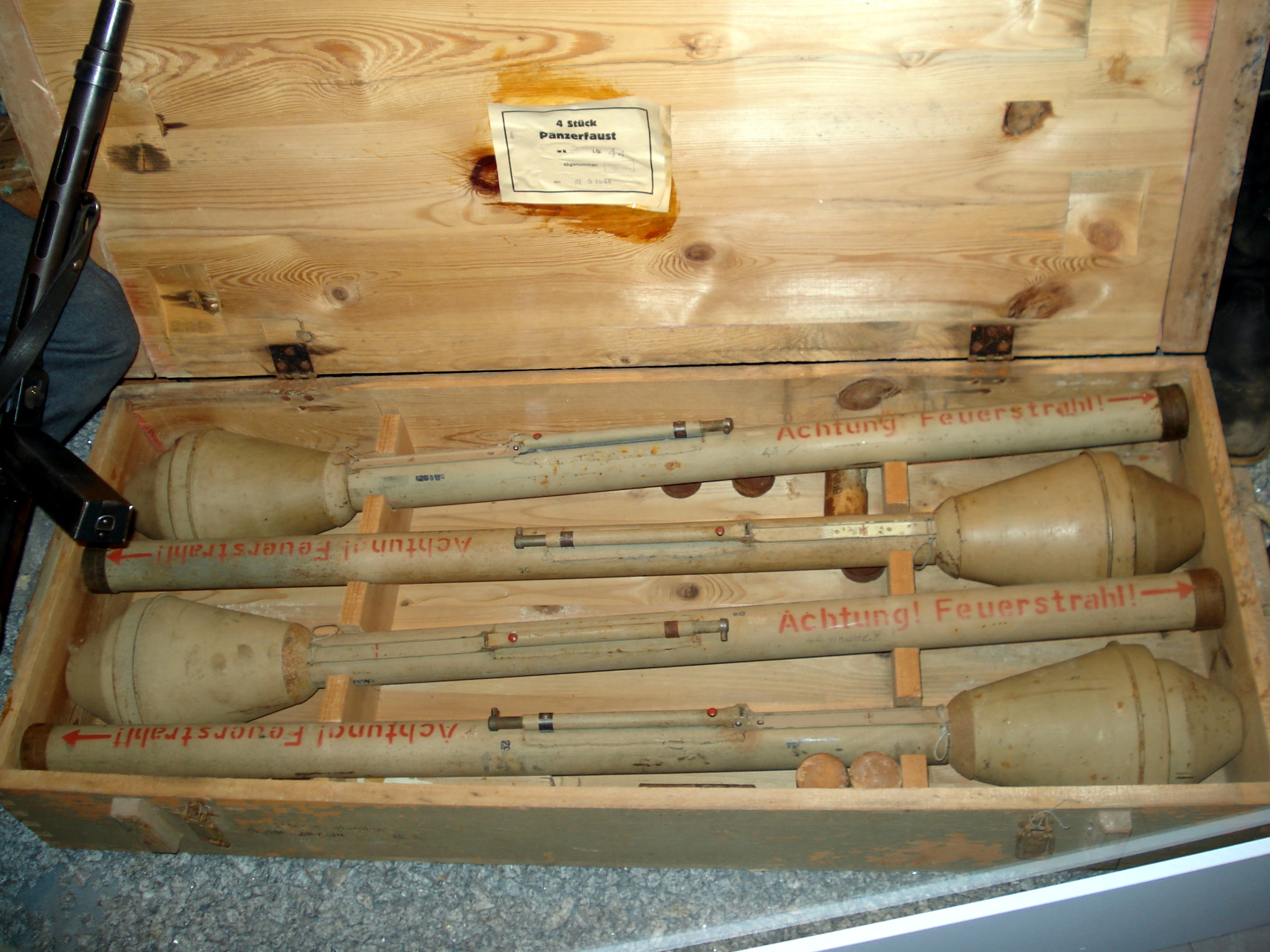
パンツァーファウスト30。射程は30mながら装甲貫徹力は200mmもあり、連合軍戦車の大部分を撃破できた。
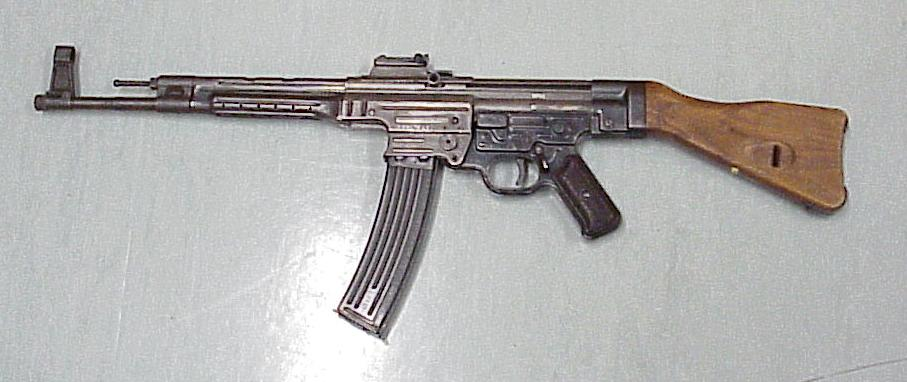
東部戦線の兵士達に歓迎されたMP43は、配備に否定的だったヒトラーの目を欺くためMaschinenpistole（短機関銃の意）の名称で製造された。

### 日本における擲弾兵

#### 日本軍

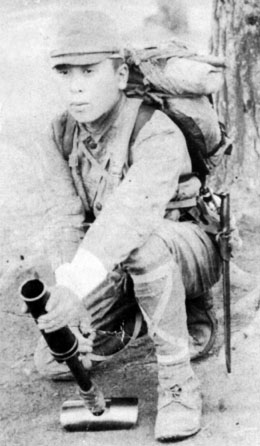
八九式重擲弾筒を構える日本兵。

日本陸軍では、戦線膠着の原因となる塹壕陣地突破のための方法を研究し、特に戦車と浸透戦術を突破の要として重視していた。
また、塹壕陣地がより堅牢となり縦深化して行く過程で、小型の手榴弾で内部の敵兵を殺傷するよりも、敵陣や障害物を区画ごと破壊できる大型の爆薬筒も用いられるようになって行く。この爆薬筒を敵陣まで兵士数名が班となって投げ込みに行く戦術が第一次上海事変で取られ、有名な爆弾三勇士の逸話が生まれた。
浸透戦術の導入に伴って日本でもドイツ同様に擲弾兵が出現したが、専門兵科としてではなく、一般の歩兵が擲弾兵としての任務をこなしていた。日本の擲弾兵は第二次上海事変でのゼークトライン突破の原動力となったが、日本軍は浸透戦術を実行する攻撃部隊を“肉弾”と呼んだために、後世に誤解と汚名を残す結果となった。
その後の日本は、本土決戦の一歩手前まで追い詰められて行くが、国民を戦力化する手段として、操作が簡単で効果の大きい手榴弾が有効と考えられるようになった。こうした状況下で九九式手榴弾が1千万個も製造されたが、金属不足から陶製の手榴弾も製造された。

#### 自衛隊
戦後、自衛隊では諸外国軍で多く採用されている被筒（ハンドガード）部分に装着するアドオン式擲弾筒ではなく、M31対戦車小銃てき弾や06式小銃てき弾などの擲弾を小銃の銃口に装着する方式の小銃擲弾を採用している。
この事により、小銃を装備していれば誰でも擲弾を撃てるため、擲弾射手が固定される事を避ける事が出来る。
また、諸外国軍が装備する自動擲弾発射器と同等の性能を持つ96式自動てき弾銃を採用し、中迫撃砲に匹敵する支援投射が可能になった。

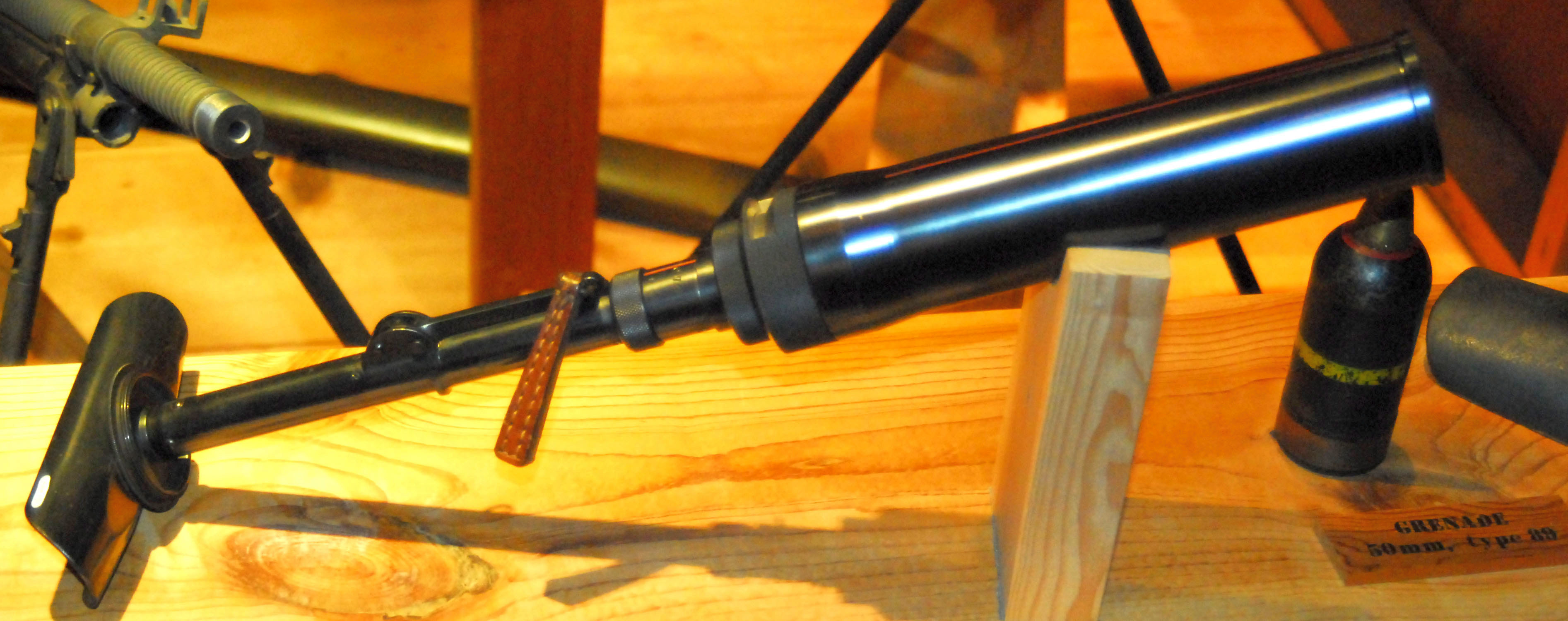
八九式重擲弾筒
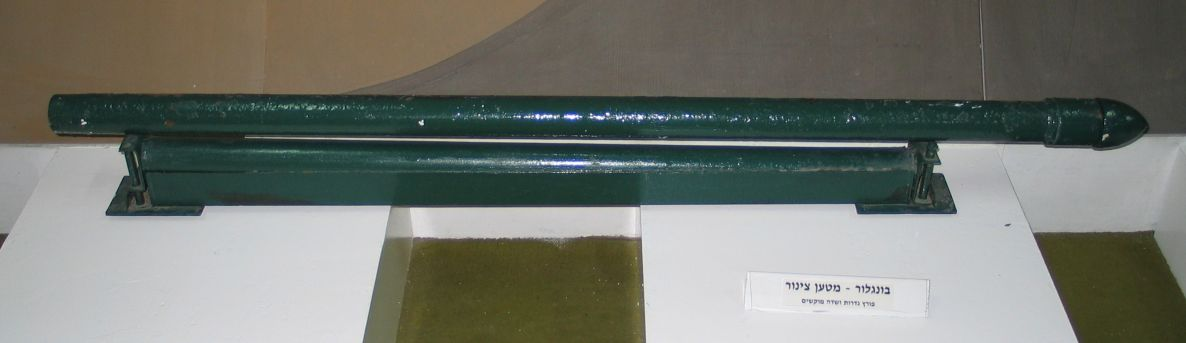
爆薬筒
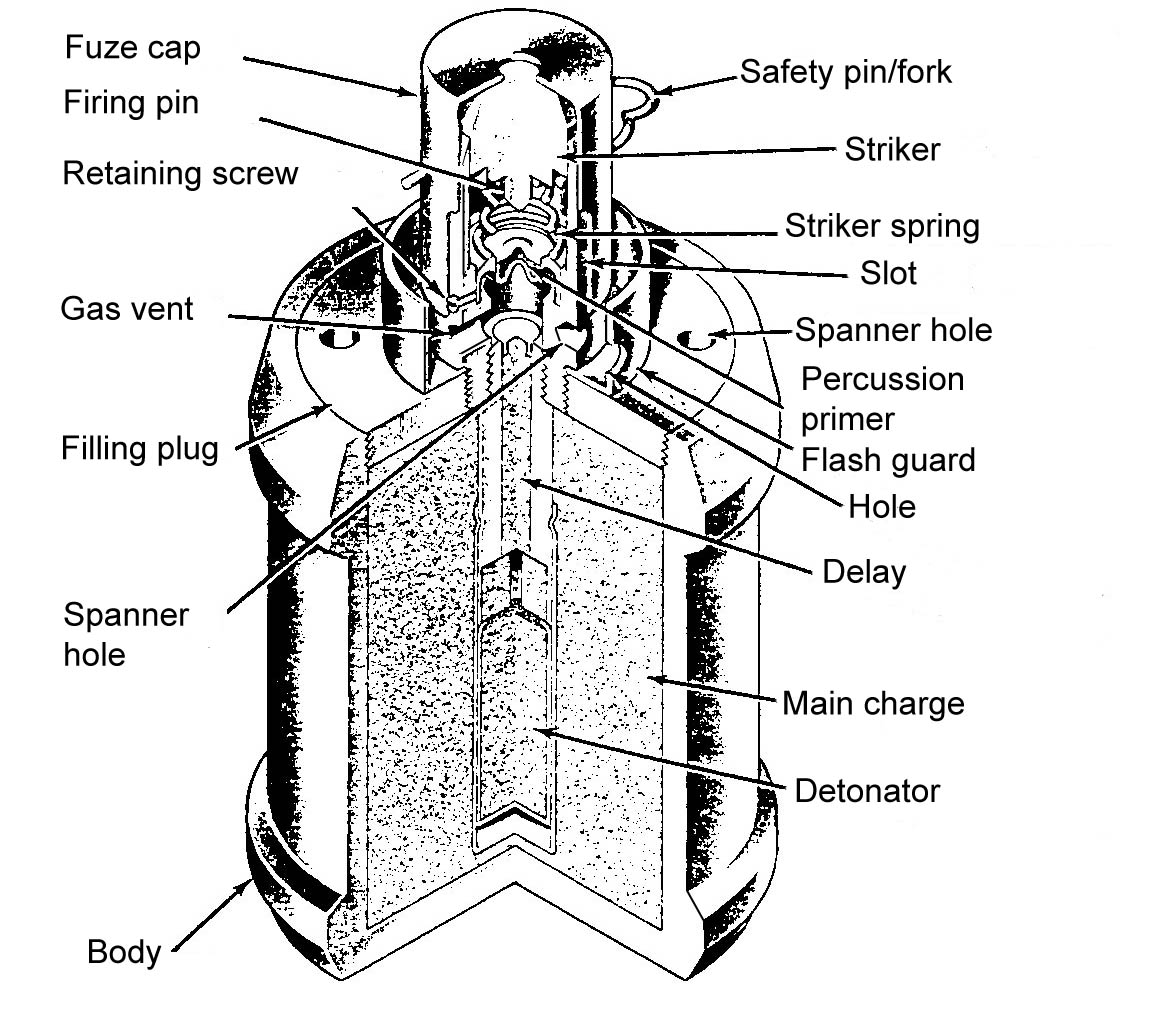
九九式手榴弾
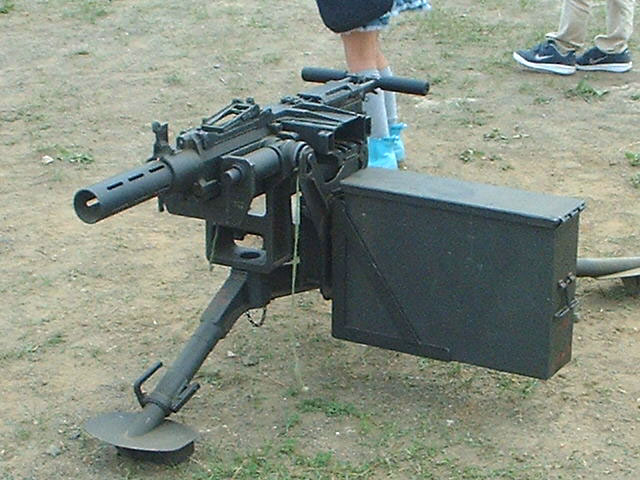
96式自動てき弾銃
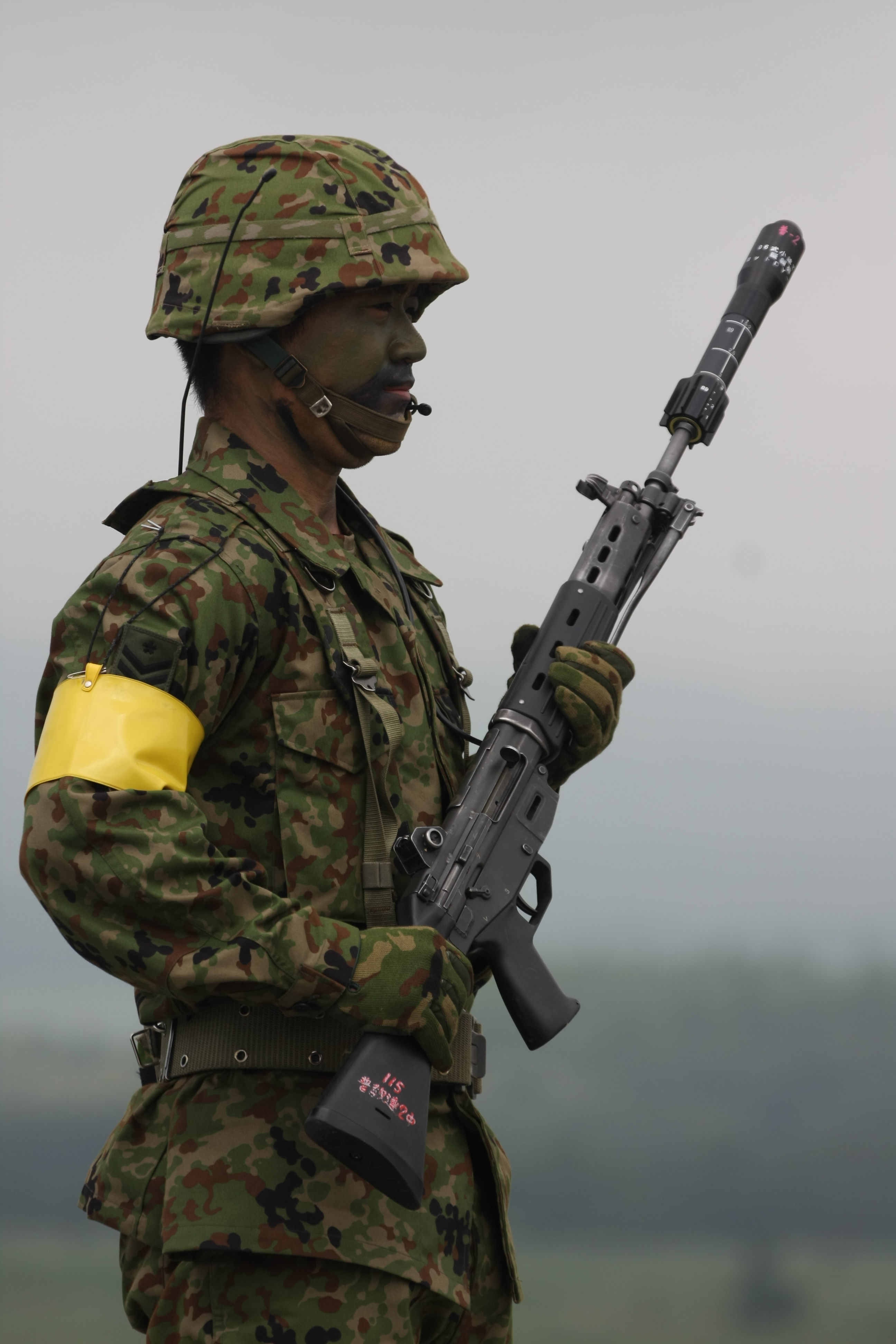
06式小銃てき弾

### 米軍における擲弾兵

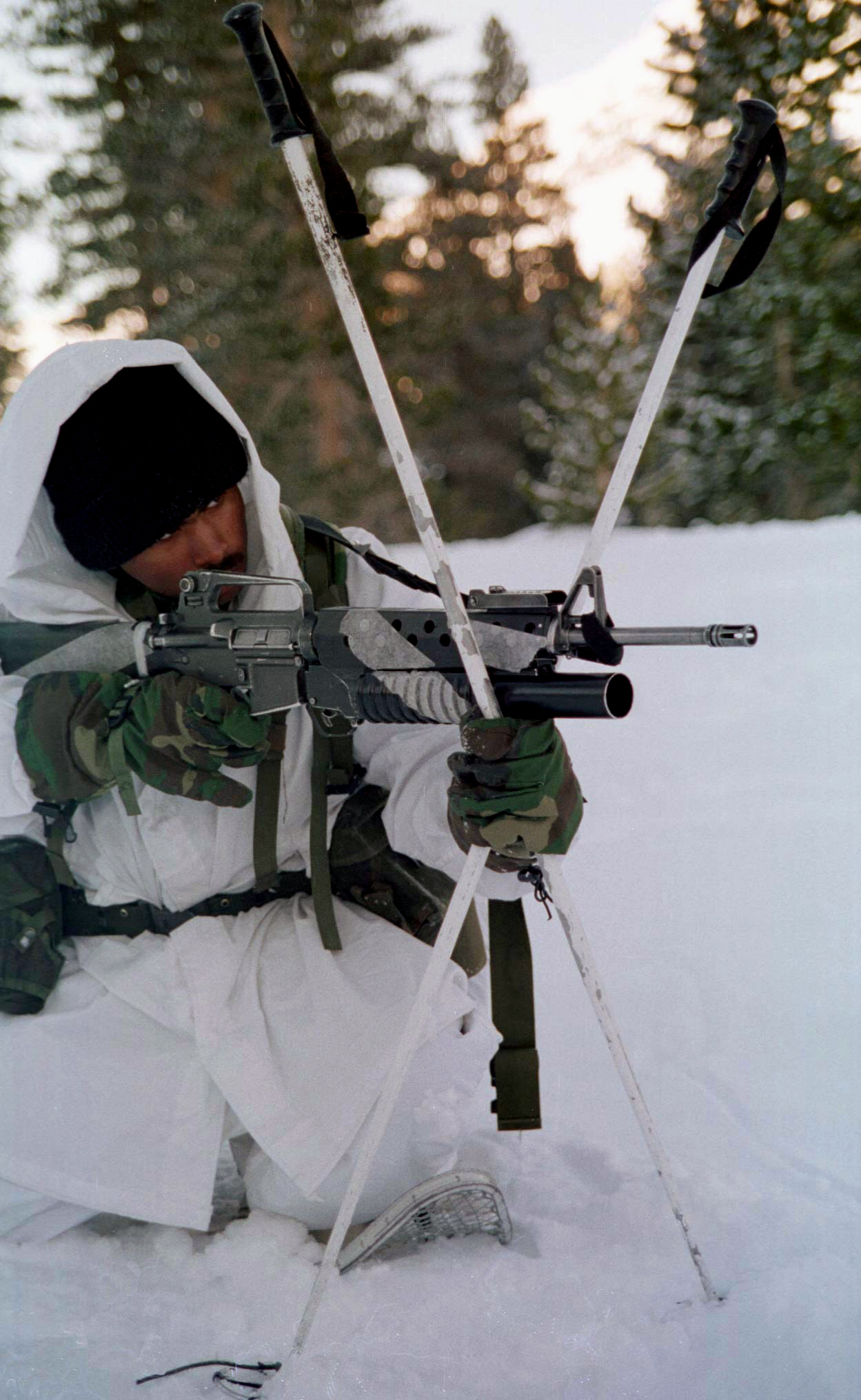
M203を装着したM16A2を使用する米海兵隊員。

太平洋戦争で日本軍と交戦した米軍は、鹵獲した八九式重擲弾筒の高い性能を評価し“ニー・モーター”と呼んで自軍でも使用し（ただし、ニー・モーターの名は「膝で支えて撃つ」という誤解に基づくものであり、実際にそうして撃った結果骨折した兵士もいたとされる）初期のベトナム戦争においても使用されていた事を、当時グリーンベレーの隊員として従軍していた三島瑞穂が証言している。
また、スプリングフィールド造兵廠付属の博物館にも同擲弾筒が優れた敵国兵器のサンプルとして展示されている。
米軍は擲弾筒と同様の利用コンセプトながら、より軽便に使用できる小銃型のM79や、M16小銃の銃身下部に取り付けられるM203といったグレネードランチャーをベトナムのジャングル戦に投入し、高い効果を上げたため、ソ連や他の諸国でも同種の兵器を採用するようになった。

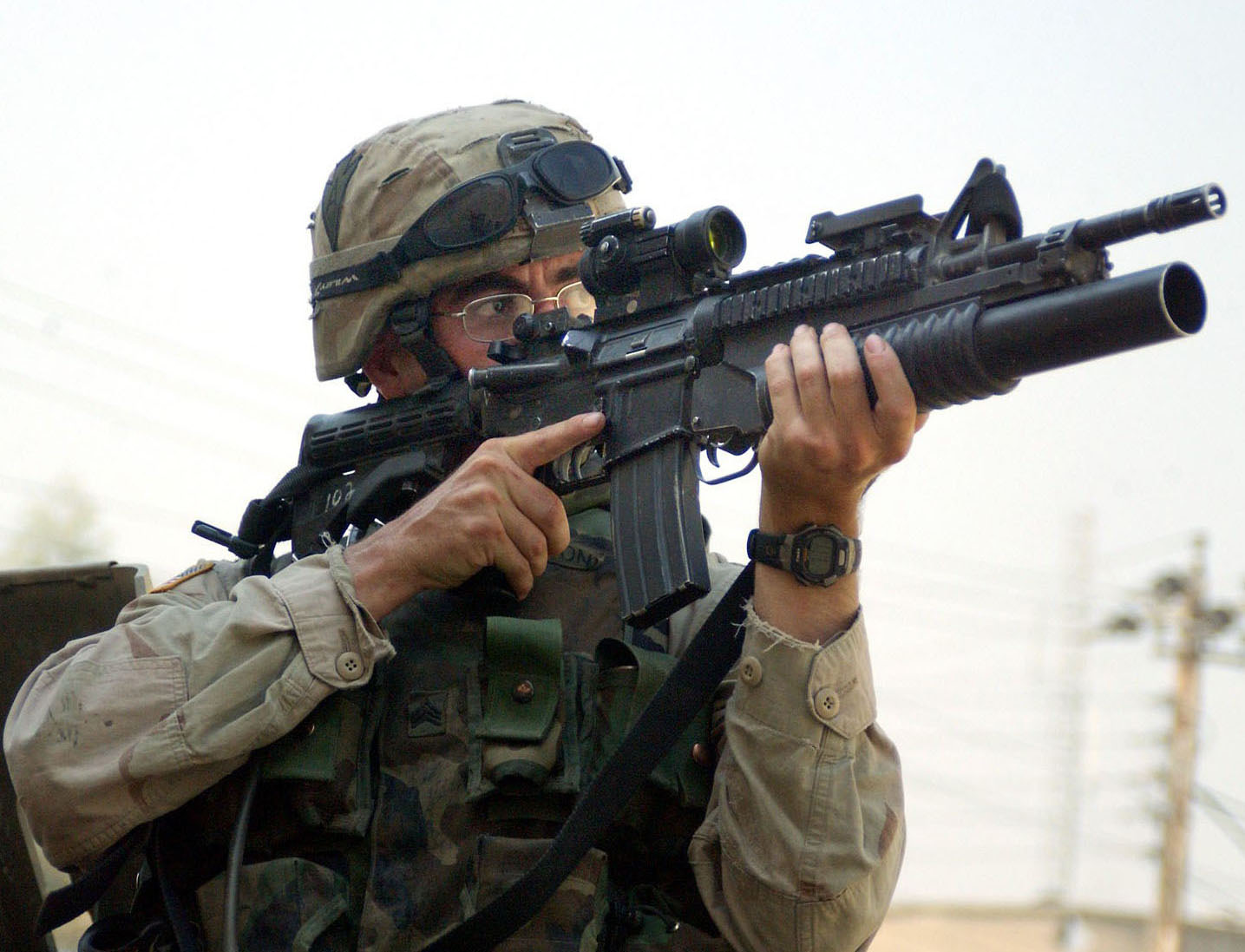
M203を装着したM4カービンと米陸軍兵士。
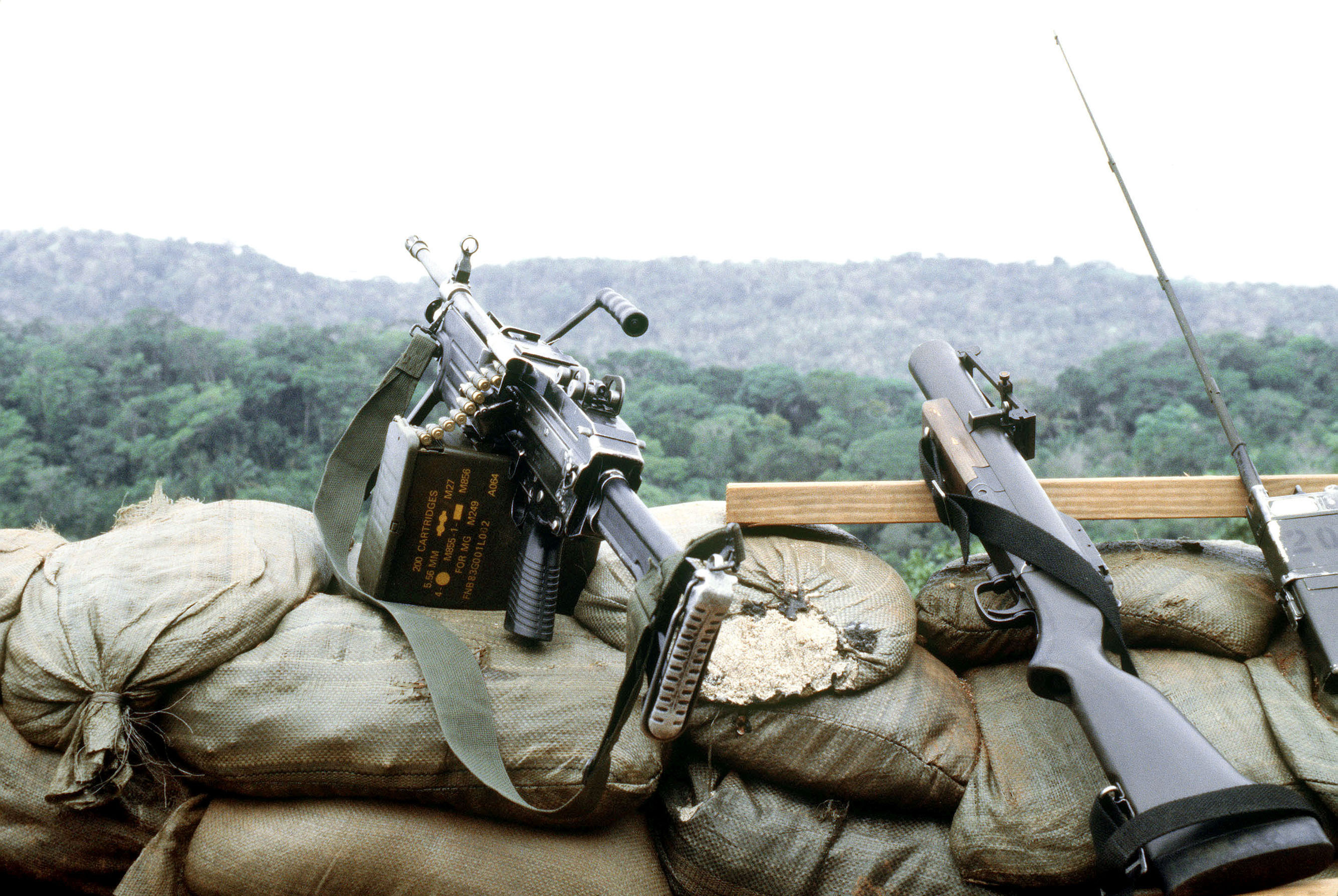
M79（右）とFN MINIMI。ハワード米空軍基地にて。
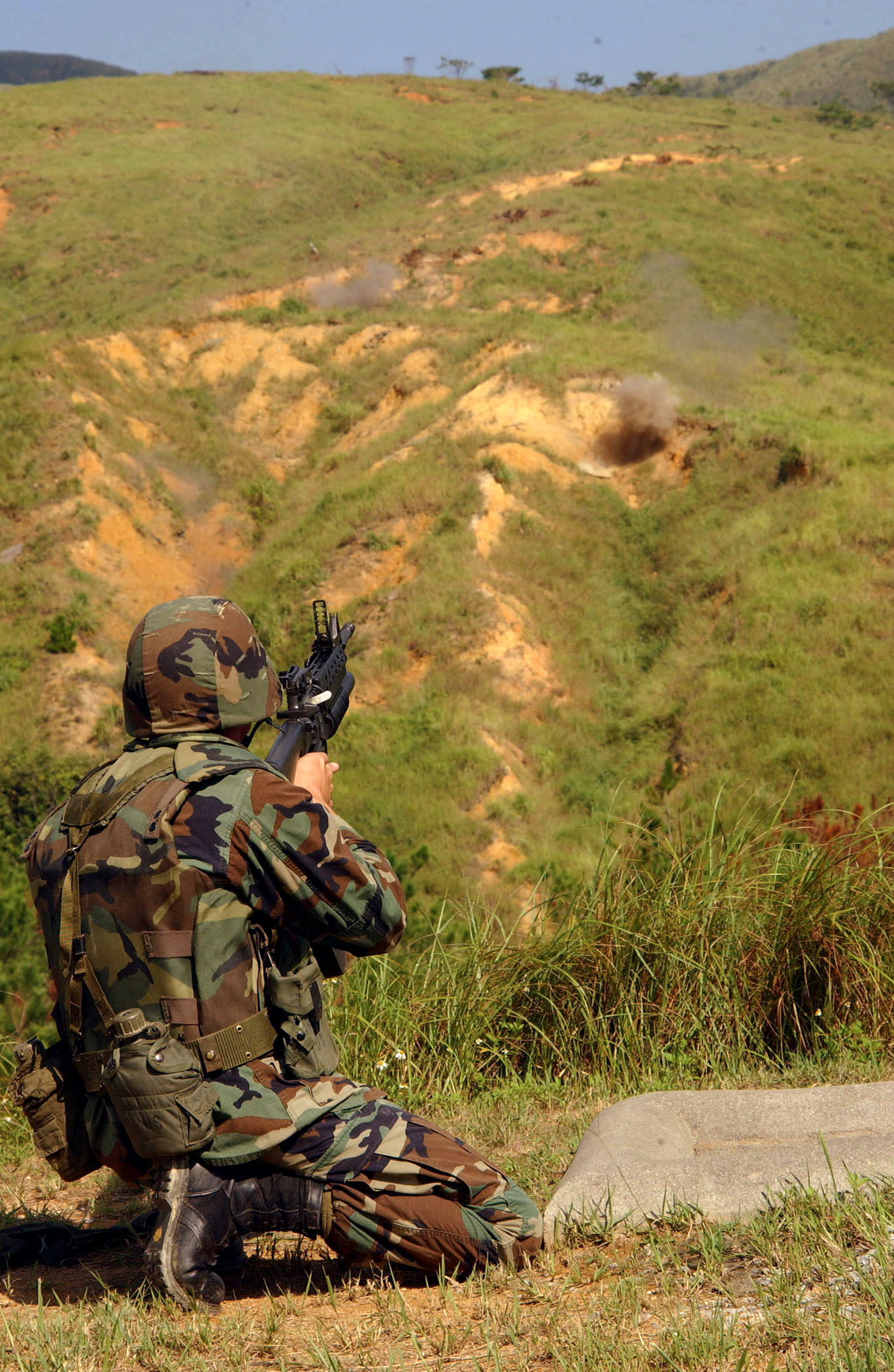
米軍の演習で使用されるM203とその着弾。

## 現代の擲弾兵達

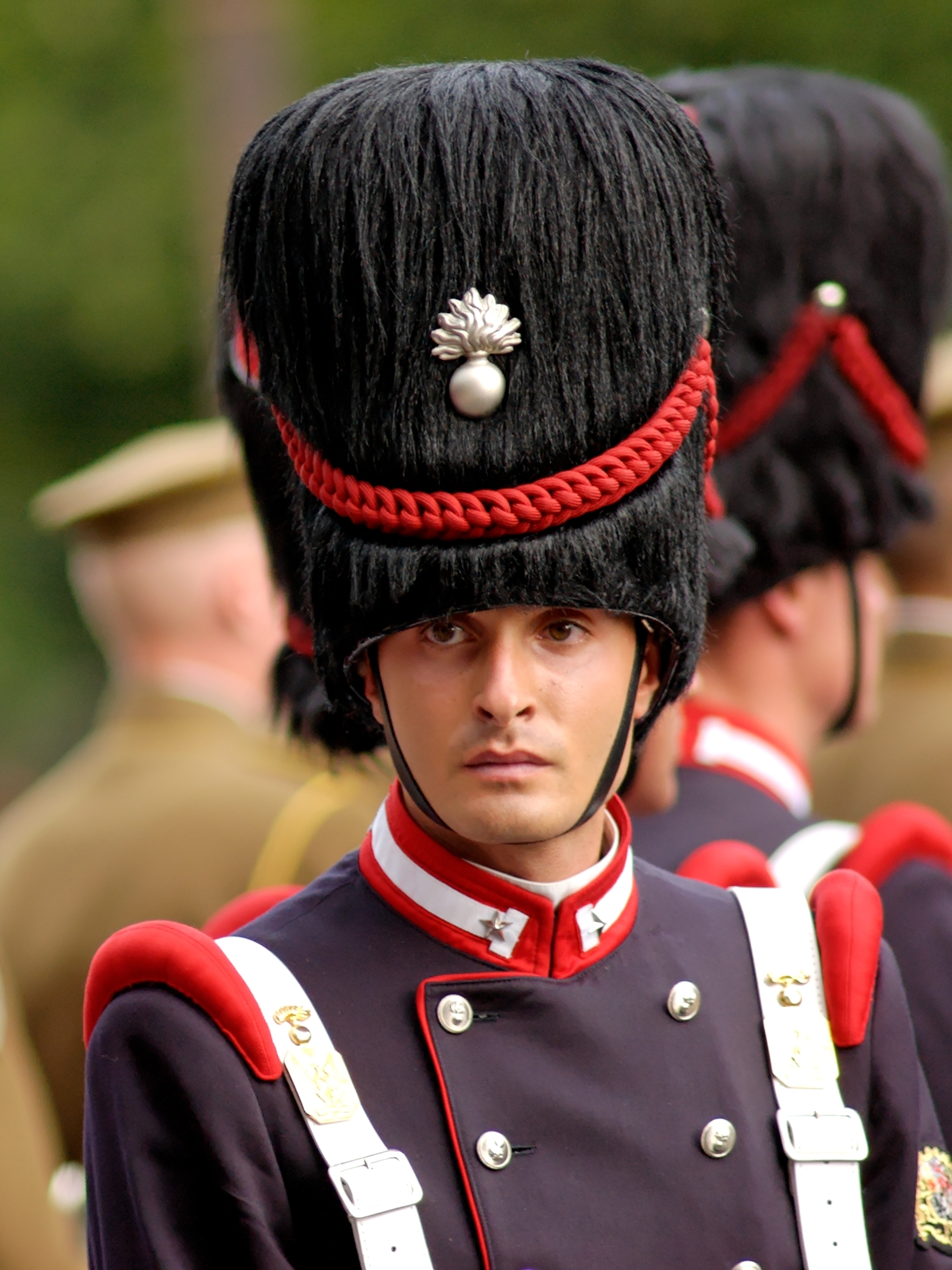
イタリア陸軍第1サルデーニャ擲弾兵連隊の兵士。帽章は18世紀の擲弾をデザインしたものである。

現代の軍隊では「擲弾兵」と言う名称は体格や武勇に優れた兵士が選抜される精鋭部隊の名誉称号として使われている。一方、擲弾（手榴弾）そのものは歩兵の標準装備となったため、任務上は殆どの歩兵が実質的に擲弾兵の役割も担っているとも言える。
イギリス陸軍にはグレナディアガーズ（近衛擲弾兵連隊）が存在し、同部隊はバッキンガム宮殿警備の任に就いているが、単なる儀仗兵では無く実戦部隊としての任務にも就いている。この部隊はワーテルローの戦いに於てフランス軍の精鋭である擲弾兵部隊を破ったことからこの名称を与えられたが、あくまでも名誉称号であり、現在の実戦任務時の編成は軽歩兵である。
ドイツ連邦軍においては重装備の歩兵を擲弾兵（Grenadiere）、機械化歩兵を装甲擲弾兵（Panzergrenadiertruppe）と称し、軽歩兵である猟兵（Jäger）と区別している。またベルギー、スイス、ノルウェー、ロシア空挺軍などの欧米諸国だけではなく、インド、アルゼンチン、メキシコでも、擲弾兵の呼称が継承されている。
カラビニエリやフランス国家憲兵隊などは、近衛騎兵隊から発展した国家憲兵であるが、精鋭部隊の証として擲弾を部隊章にあしらっている。
同じく同時代に活躍していた胸甲騎兵も、現在では精鋭部隊の名称として残っている。

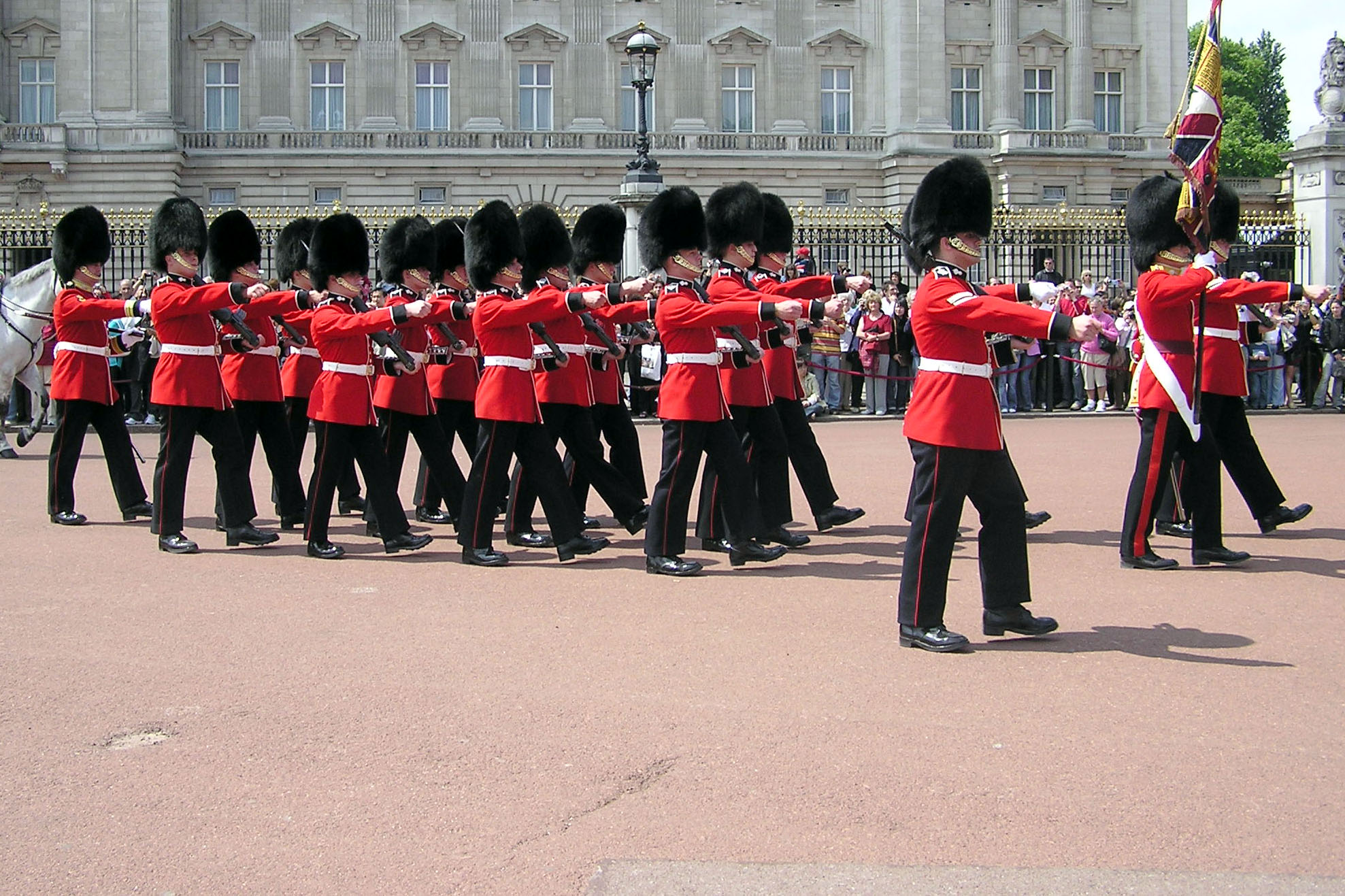
バッキンガム宮殿の衛兵交代式におけるグレナディアガーズ
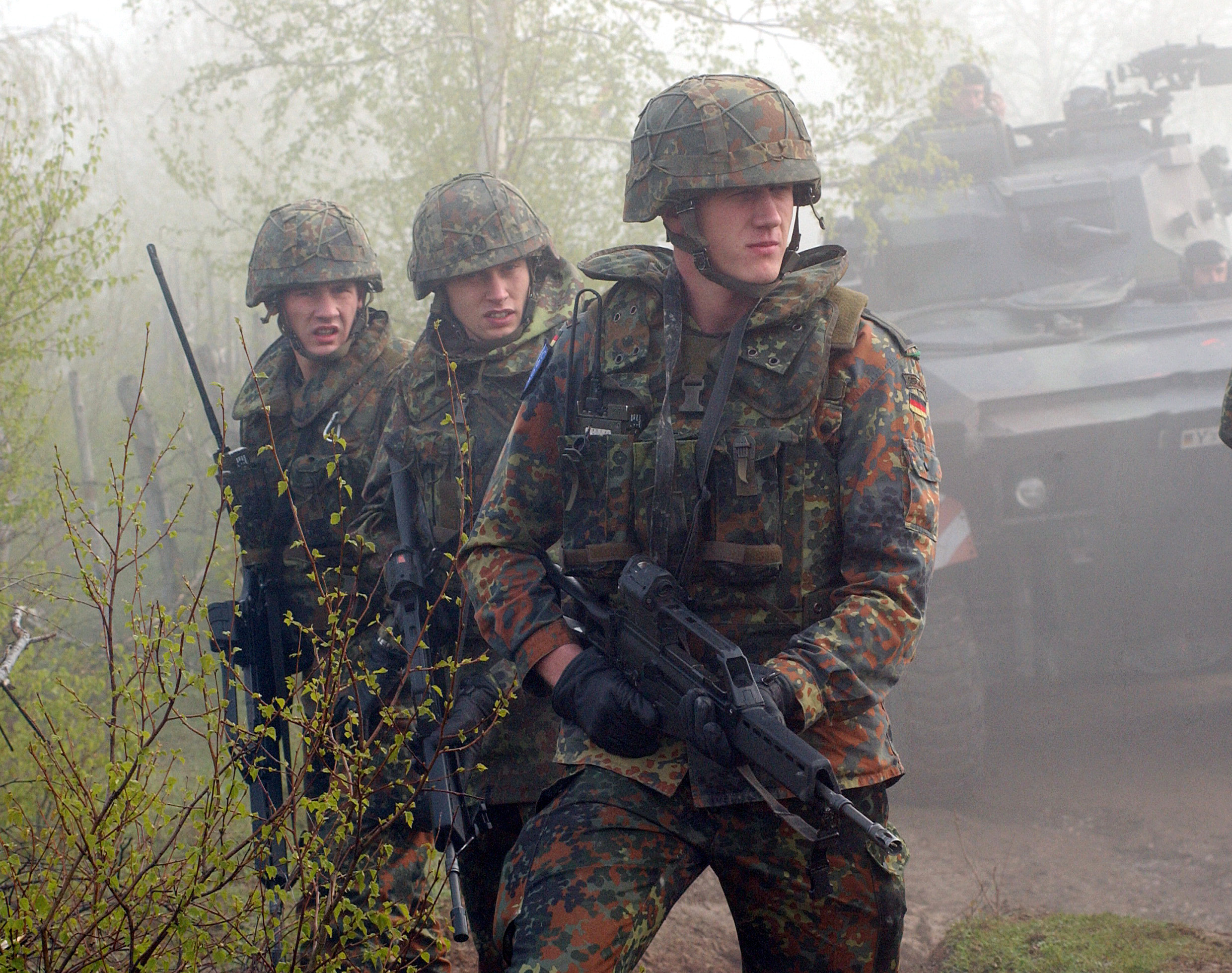
ドイツ連邦軍の装甲擲弾兵（ボスニアにて）
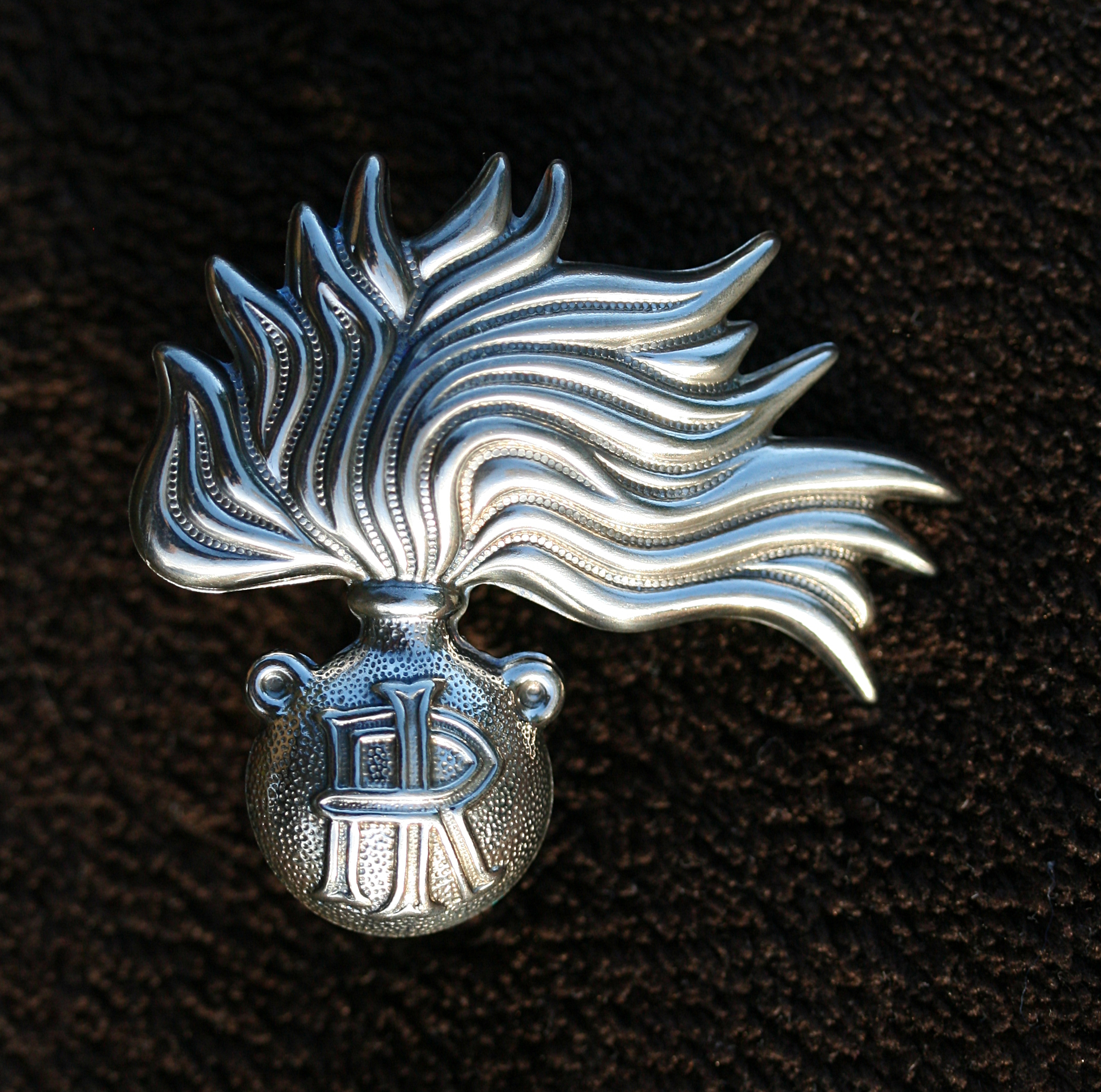
手榴弾を模したカラビニエリの部隊章

## 第三世界の擲弾兵達
第二次世界大戦の終結で、世界中に植民地を有した欧州諸国が疲弊し、植民地における民族自決・独立の気運が高まると、これを抑えつけようとする宗主国軍と独立を目指す現地民の間での戦闘が各地で勃発する。
近代的な軍隊を有した経験に乏しい現地民達の担った武装闘争では、近代的な工廠でなくても簡単に自製できる手榴弾と、兵士の高いモチベーションと肉体が即ち武器となり、効果の高い擲弾戦術が主な戦闘手段として普及した。
特に、植民地解放闘争と並行して勢力を拡張した共産主義勢力は、その優れた組織力と統率性によって各地の武装闘争で中核を担い、ソ連・中国といった共産主義国家がこれを軍事的に援助し、宗主国を支援する米国との間での代理戦争の様相を呈した。

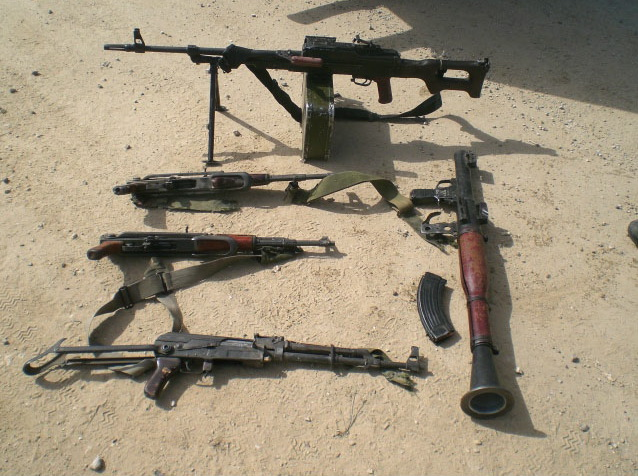
世界中に拡散したRPGとAK型自動小銃、PK型機関銃

このため、ドイツが産んだパンツァーファウストから発展したRPG-7と、MP43から発展したAK（カラシニコフ自動小銃）を基本装備セットとするソ連型装備が、共産圏からの援助を受けた第三世界諸国の装備として広まった。
1970年代からソ連型装備を国産化していた北朝鮮が外貨獲得のために盛んに行なっていた兵器輸出や、1980年代から中国が始めたイデオロギーにとらわれない独自の兵器輸出によって、これを盛んに購入した中近東の諸国や米国の援助によって、こうしたソ連型装備が同時期に勃興したイスラム原理主義諸勢力の主装備となった。

### ベトナムの擲弾兵達

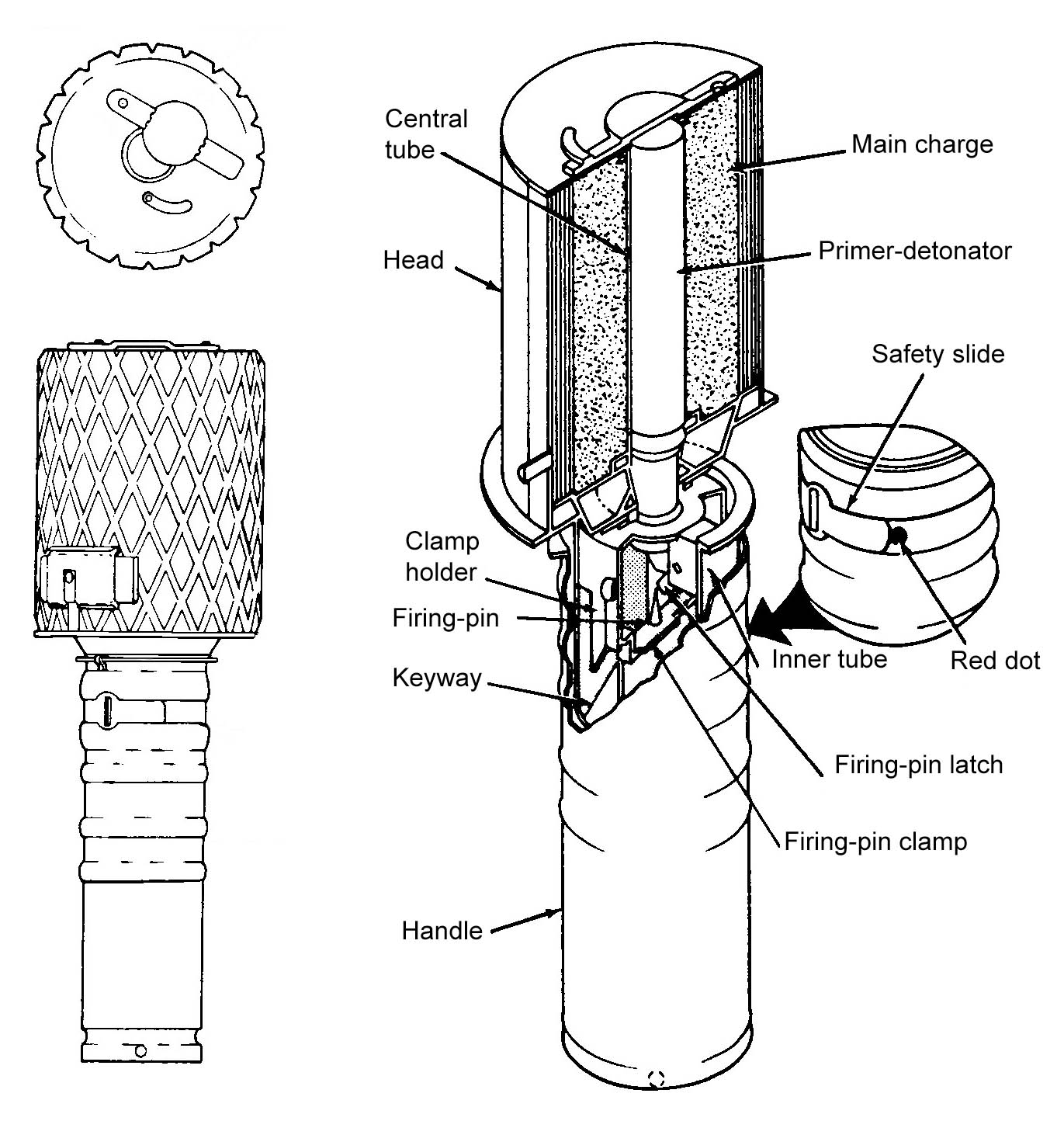
ベトミン軍が大量に使用したソ連製RGD-33手榴弾

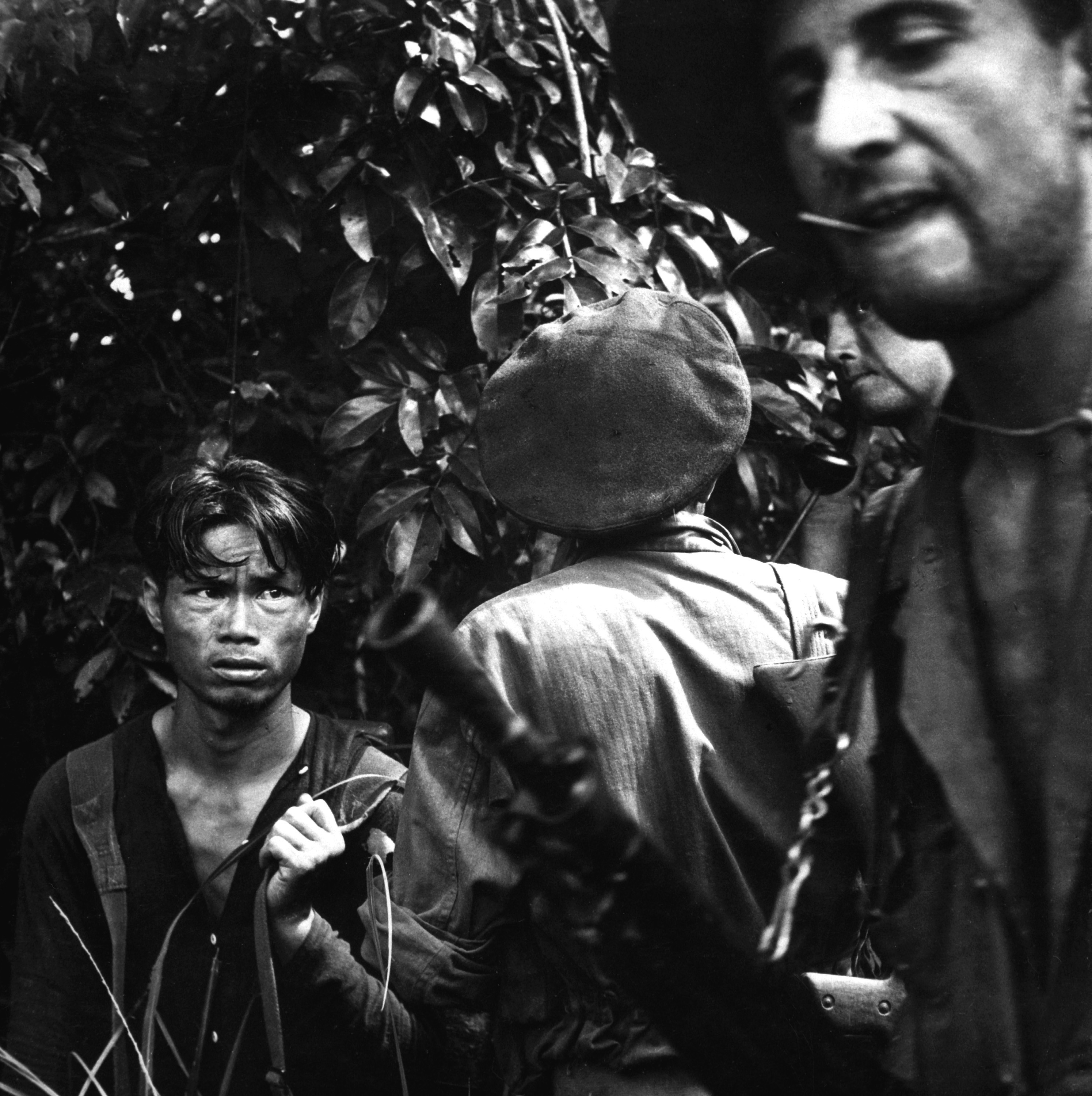
仏軍外人部隊兵士に尋問されるベトミン兵容疑者（1954年）

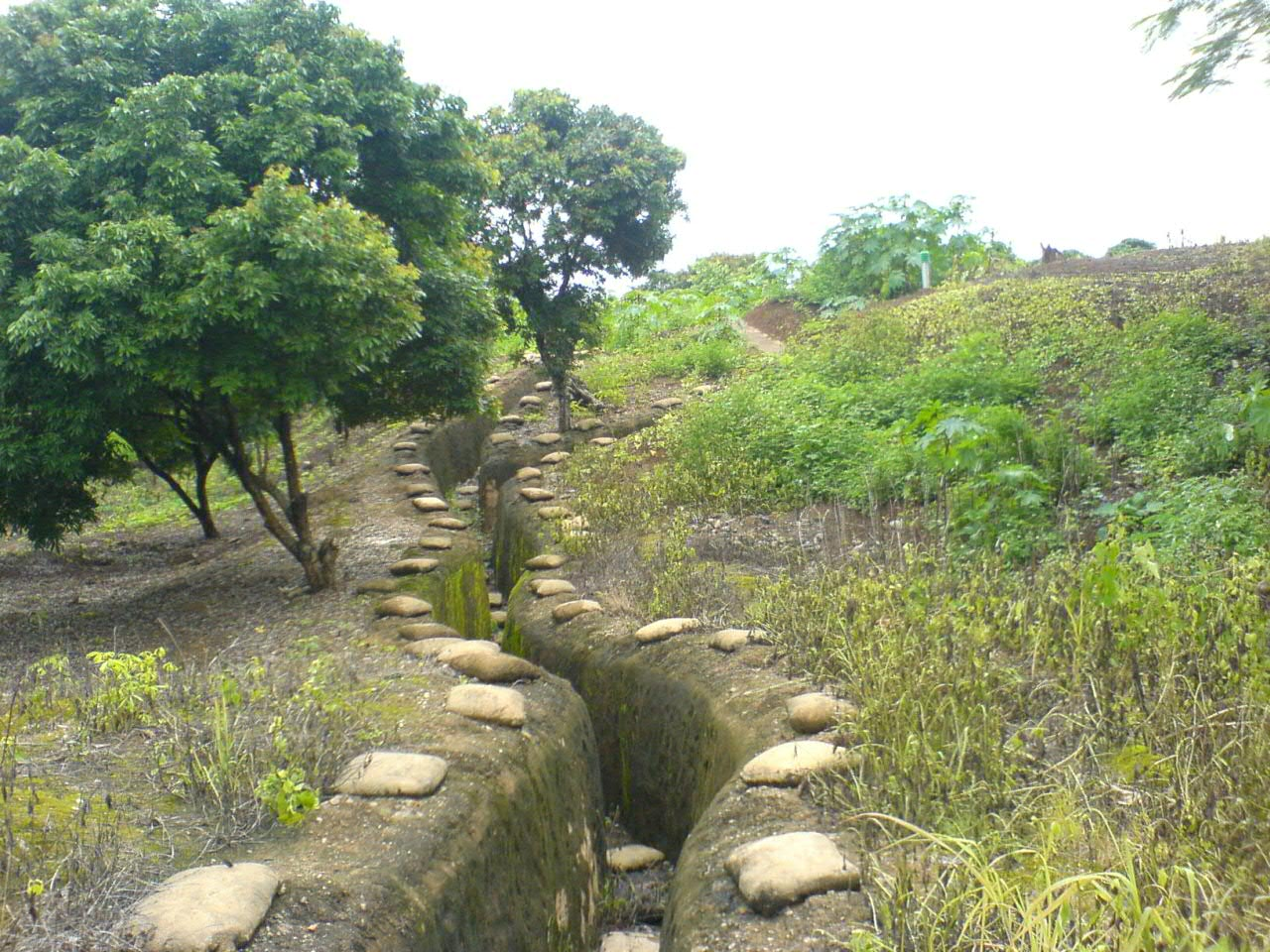
ディエンビエンフーに残る当時の塹壕 ベトナム独立の聖地である

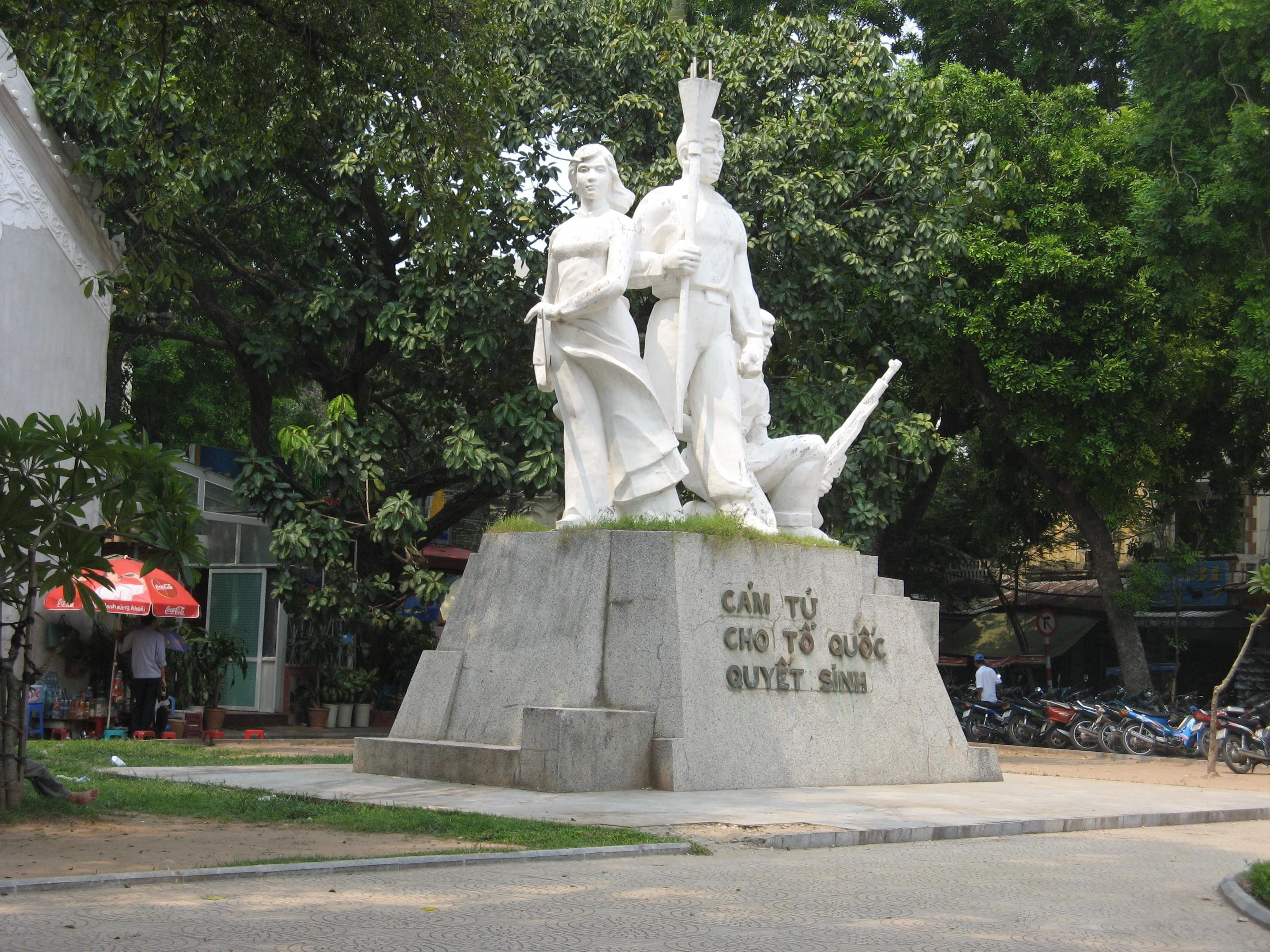
ハノイの国防モニュメント 刺突爆雷を持った兵士の姿が見える

フランスからの独立を目指すベトミン軍とこれを支援するソ連・中国と、インドシナの再占領を目指すフランスとこれを支援する米国との間で戦われた第一次インドシナ戦争では、独立への熱意だけを持ってベトミン軍に志願した多数の若者達が擲弾兵として養成され、彼らの擲弾攻撃によってベトナムは独立を勝ち取ったと言っても過言ではないほど重要な戦力となった。
再侵攻して来た仏軍に対抗できるだけの正規軍戦力を持たなかったベトミン軍は、都市部を放棄して山間部でのゲリラ戦を中心に戦闘を続けていた。各地の拠点に陣地を構築して防御を固めて制圧地点を確保する仏軍に対して、ベトミン軍は平服で接近して手榴弾を投擲する攻撃を頻繁に行い、仏軍兵士の安住の場所を奪い、肉体的・精神的に消耗させ続けた。しかし、ゲリラ戦だけでは敵の主力を撃滅する事は不可能であり、ベトミン軍は強力な正規軍部隊の構築を必要としていた。
ベトミン軍に参加する若者は多かったが、多くの経費・物資と時間を要する射撃訓練を大量の新兵達に行うだけの余裕は当時のベトミン軍に無く、仮に射撃訓練を実施して新兵を小銃手として育成できたとしても、第二次大戦を経験した錬度の高い職業軍人を中核とし、外人部隊のような植民地での反乱鎮圧へ特化したノウハウを有する部隊を派遣していた仏軍を相手にする戦闘では、戦術的な効果は必ずしも期待できなかった。
これに対して手榴弾を使う擲弾攻撃は、昨日までは一般人だった新兵を対象とする訓練であっても短い期間で済み、もたらされる効果は兵士の錬度とは無関係に高く、かつ安価だった。
ベトミン軍が導入した擲弾攻撃は、独ソ戦においてソ連軍が多用した人海戦術の系譜に連なっており、大量の兵員を動員できるアドバンテージしかないベトミン軍にとって他の選択肢はなかったと言えるが、その基本的な運用は以下のようなものだった。
1. 擲弾兵（新兵）はRGD-33手榴弾だけを持ち、身軽であるよう努める。
2. 擲弾兵は気付かれないよう可能な限り敵陣の脆弱点まで接近する。
3. 擲弾兵は手榴弾の着火紐を手首に巻き付けて待機する。
4. 古参兵の軽機関銃手と制圧部隊が擲弾兵の後方に展開する。
5. 合図と共に擲弾兵の第一陣が仏軍陣地へ突撃する（仏軍陣地の機銃が防御掃射を始める）
6. 軽機関銃手達は後方から仏軍陣地へ牽制射撃を加えて擲弾兵の突撃を支援する。
7. 敵陣の脆弱点直前まで到達した擲弾兵達が手榴弾を一斉に投擲する（手榴弾は手を離れると同時に着火する）
8. 擲弾兵達は仏軍陣地の機銃座を手榴弾で潰せるまで、数波の攻撃を繰り返す。
9. 後方の制圧部隊が前進し、残敵を掃討しつつ仏軍陣地を占領する。

上記の一連のプロセスは仏軍の迫撃砲による反撃を避けるため、数分で終了させる必要があった。また、占領した陣地の維持は迅速に行われる仏軍の反撃により、短い時間しか維持できないため、ここを通過点として更に自律的に活動するゲリラ部隊が仏軍陣地の後方に侵入し、仏軍の前線司令部や物資集積所といった重要地点への攻撃を行い、最終的に堅牢な第一戦の仏軍陣地を孤立させて脆弱化させる事が戦術目標とされた。
この戦術は新兵の犠牲を前提としていたが、手榴弾の威力を敵陣に届ける手段は擲弾兵の身体である、という新兵達にも“分かり易い”コンセプトの戦術であり、高い士気がその運用を可能とした。
やがて、長期にわたる消耗戦・神経戦に疲弊した仏軍は、ラオス国境沿いの山間部を拠点とするベトミン軍への大規模な掃討作戦を実施する拠点として、米国の支援を受けてディエンビエンフーに大規模な野戦陣地を構築した。これに対してベトミン軍は周囲の山に野砲を分解して担ぎ上げ、逆に仏軍陣地を包囲して攻撃した。砲撃と対空砲火によって補給の途絶えた仏軍陣地に対して、ベトミン軍は塹壕を掘り進めながら接近しつつ擲弾攻撃を繰り返し、ついにディエンビエンフーを陥落させた。
ベトミン軍をゲリラ勢力でしかないと侮っていたフランスは、正規軍同士の交戦でも敗北を喫した事実を受けて、北部インドシナ植民地の維持が不可能である事を悟り、仏人入植者のコロニーを守るため、南部に影響力を残したまま分離独立させる途を選択し、1954年に南北ベトナムの分割独立を承認した。
その後、米国の本格介入で南部を主戦場とするベトナム戦争が開始されると、南部ベトナムで米軍と交戦したベトコンとその支持者達は、米兵への不意打ち攻撃（往々にして死を前提とした自爆攻撃だった）や都市部でのテロ攻撃に、老若男女を問わず容易に使用できる手榴弾を多用した。
米軍の撤退と南ベトナム政府軍の崩壊で、ベトナム戦争は北ベトナムの勝利に終わったが、その後のカンボジア侵攻への報復として中国軍がベトナム北部へ侵攻し中越戦争が勃発する。
ベトナム侵攻に際して、中国軍はカンボジア侵攻によるベトナム軍主力の不在を突き、62式軽戦車を先頭に立てて山岳部密林地帯を突破し、紅河デルタ地帯に進出してから電撃戦によって首都ハノイを制圧する事を図っていた。
これに対してベトナム軍は、ソ連の軍事衛星からの情報によって中国側の戦争準備を早期に察知し、その侵攻経路や作戦形態について事前に検討を行い、電撃戦の主要な打撃力となる装甲車両を、密林地帯通過中で動きが遅いうちに歩兵（首都防衛用の正規軍を温存するため民兵が動員された）が可能な限り撃破して、その攻勢を頓挫させる事を初動防衛戦での目標とし、事前演習を繰り返していた。
実際の戦闘では、対米戦で多用されたRPG-7や、旧日本陸軍が大戦末期に開発した刺突爆雷をモデルにした対戦車爆雷を手にした擲弾兵が肉薄攻撃を行って多数の装甲車両を撃破する事に成功し、これを失った中国軍は伝統的な人海戦術によってベトナム軍防衛線の突破を図って大量の犠牲者を出し、更に巧妙に後退したベトナム軍に領内深く引き込まれてから空・陸協働攻撃の前に粉砕され、死体の山を残して撤退した。これに懲りた中国軍は自軍の現代化に真剣に取り組み、1984年の中越国境紛争ではベトナム側との接近戦を避け野砲や多連装ロケット砲などの大量の火砲と砲兵部隊により砲火の雨を浴びせる戦法を取る事でベトナム兵を撃退している。

### マラヤの擲弾兵と日本人
第二次世界大戦で日本軍に占領され、戦後にイギリスが再占領した英領マラヤでは、マラヤ共産党 (MCP) の主導した日本軍に対する抵抗組織だったマラヤ人民抗日軍（MPAJA）を母体とする、同党の軍事部門による反英武装闘争が1948年に開始された。
華人系住民による支援を受けて一時は優勢だったMCPだったが、イギリス軍が討伐の主力としたグルカ兵の投入と、戦略村による住民とMCPゲリラの分断政策により、MCPの勢力は衰え、英国から独立した後のマレーシア軍は、タイ国境に残存した数十人のMCP党員のみが活動していると発表していた。
しかし、1989年になってMCPが武装闘争の放棄を声明し、その解放区に外国メディアが入ったところ、マレーシア軍の発表とは大きく異なり、依然として強力な軍と陣地を維持しているMCP解放区の存在が初めて確認された。
しかも、MCPのメンバーには2名の日本人（民間出身者）がおり、終戦直後からMCPと活動を共にしていた事が本人達の口から語られた。この日本人は、MCPの主装備だったM1カービンの下部に取り付けるグレネードランチャーとその擲弾を開発し、MCPの武装闘争を長く支え続けた人物だった。

### RPG＋AKの出現

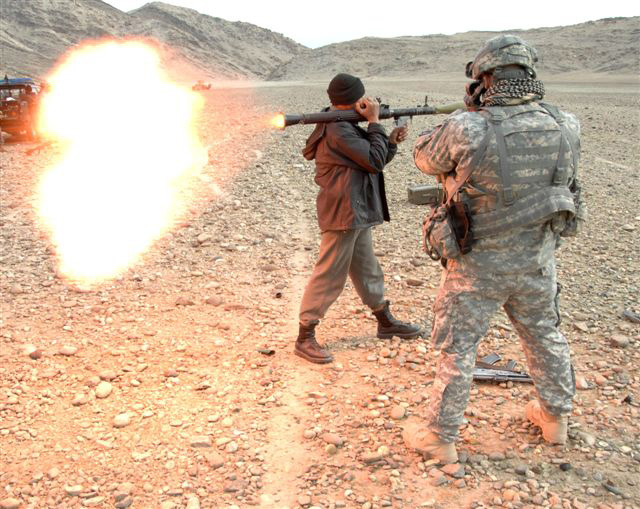
RPG-7の発射。強烈な後方爆風と火球がわかる。

ドイツが産んだパンツァーファウストとMP43は、敵国だったソ連も高く評価し、対戦車弾頭の他に対人榴弾を発射可能とし、ロケット推進モーターの追加で射程を延長するなど、独自の改良が施されたRPGシリーズが出現する。
RPGは単純な構造で兵士が1人で使用できながら高い威力を有する兵器として、同様にMP43のコンセプトを参考にソ連が産んだAKシリーズと並んで旧東側ブロックから第三世界に広く輸出され、ベトナム戦争における運用の成功を受けて、21世紀になってもなお世界各地の紛争で使用されている（陸上自衛隊でもRPGに近い構造のパンツァーファウスト3を使用しており、“擲弾手”と呼ばれる隊員が使用している）
RPGとAKの出現は、軽武装の民兵やゲリラ部隊の戦闘力を格段に向上させ、砲や装甲兵器を有する正規軍が保っていた絶対的優位性を失わせ、第三世界における低強度紛争が長期化する原因の1つとなった。
今尚、イラクやアフガンではRPGとAKを装備した擲弾兵が、NATO標準のグレネードランチャーを装備した擲弾兵との交戦を続けている。RPGの打撃力を充分に認識している米軍は、RPGを担いでいる敵兵や、特徴的な発射時の後方爆風を発見した場合、最優先で攻撃する対象としているため、発射時に舞い上がる砂塵や火球で位置が露呈し易く反撃が集中してしまうRPGは、別名“自殺兵器”(Suicide Weapon) とも呼ばれている。

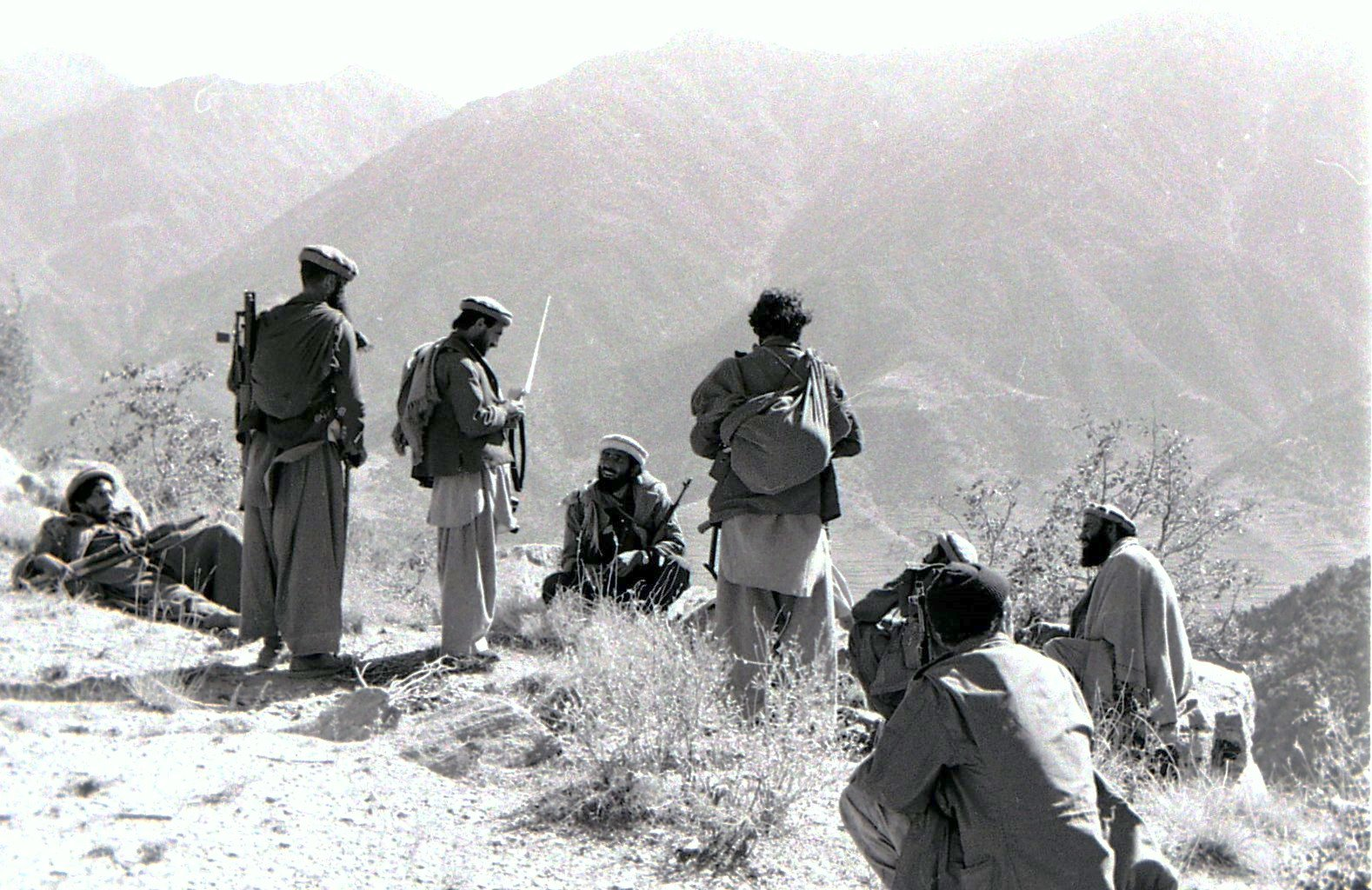
RPGとAKを装備したムジャヒディン兵（ソ連軍のアフガン侵攻期）
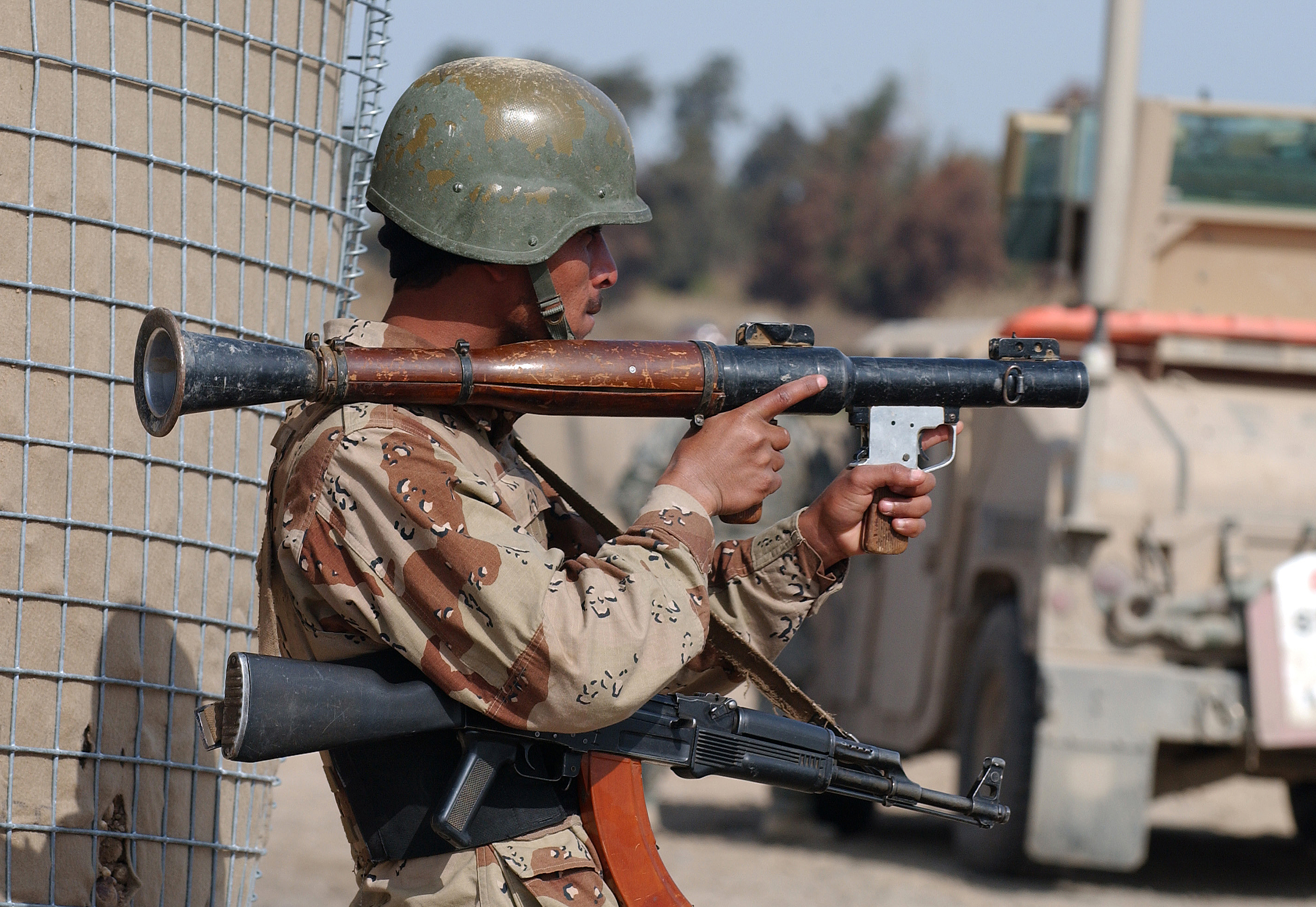
RPG-7とAK-47を装備したイラク治安部隊の兵士。
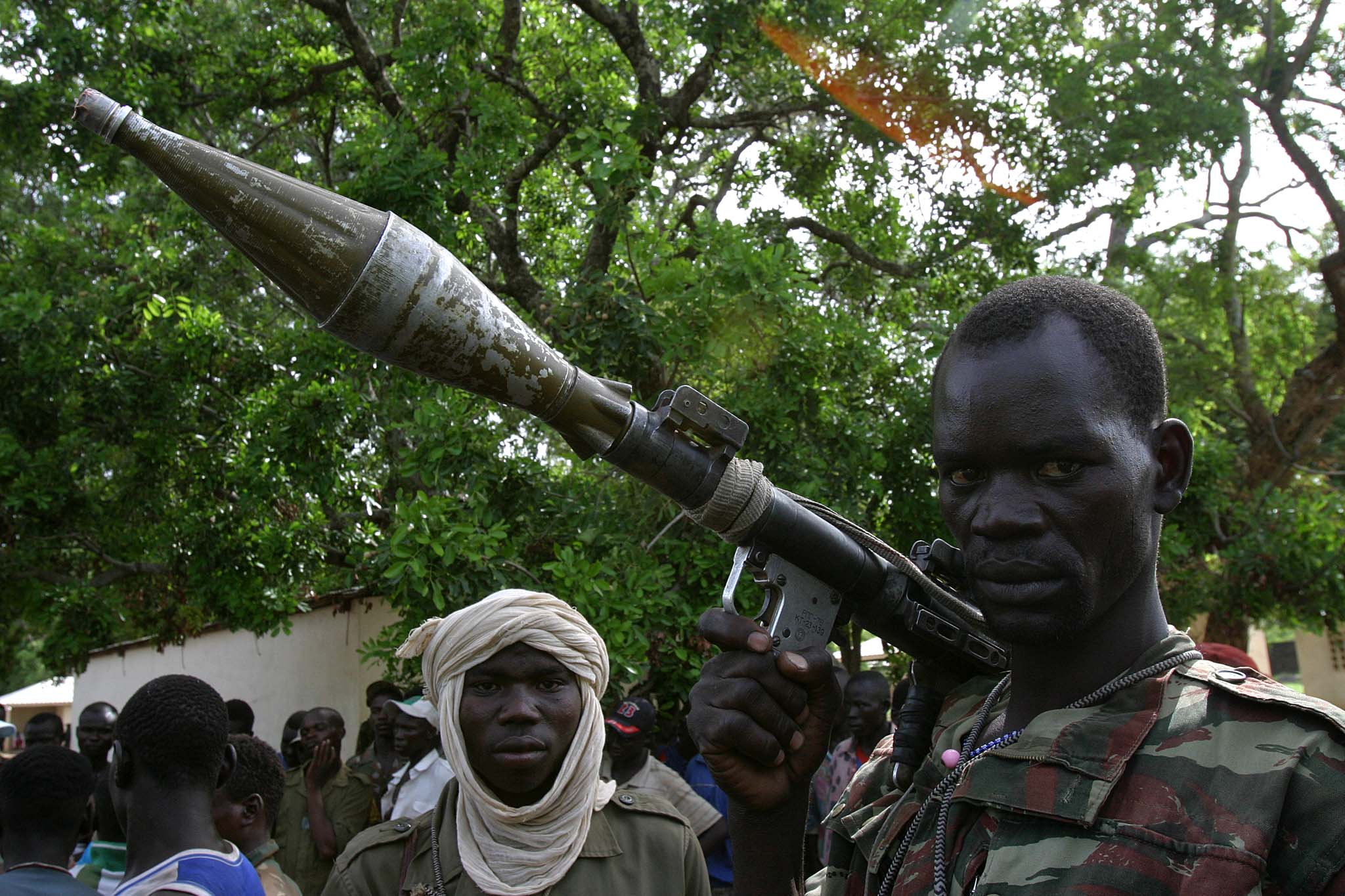
RPG-7を担ぐ中央アフリカ共和国北部地域の反政府勢力の兵士。